# Gran Chaco
Pour les articles homonymes, voir Chaco.

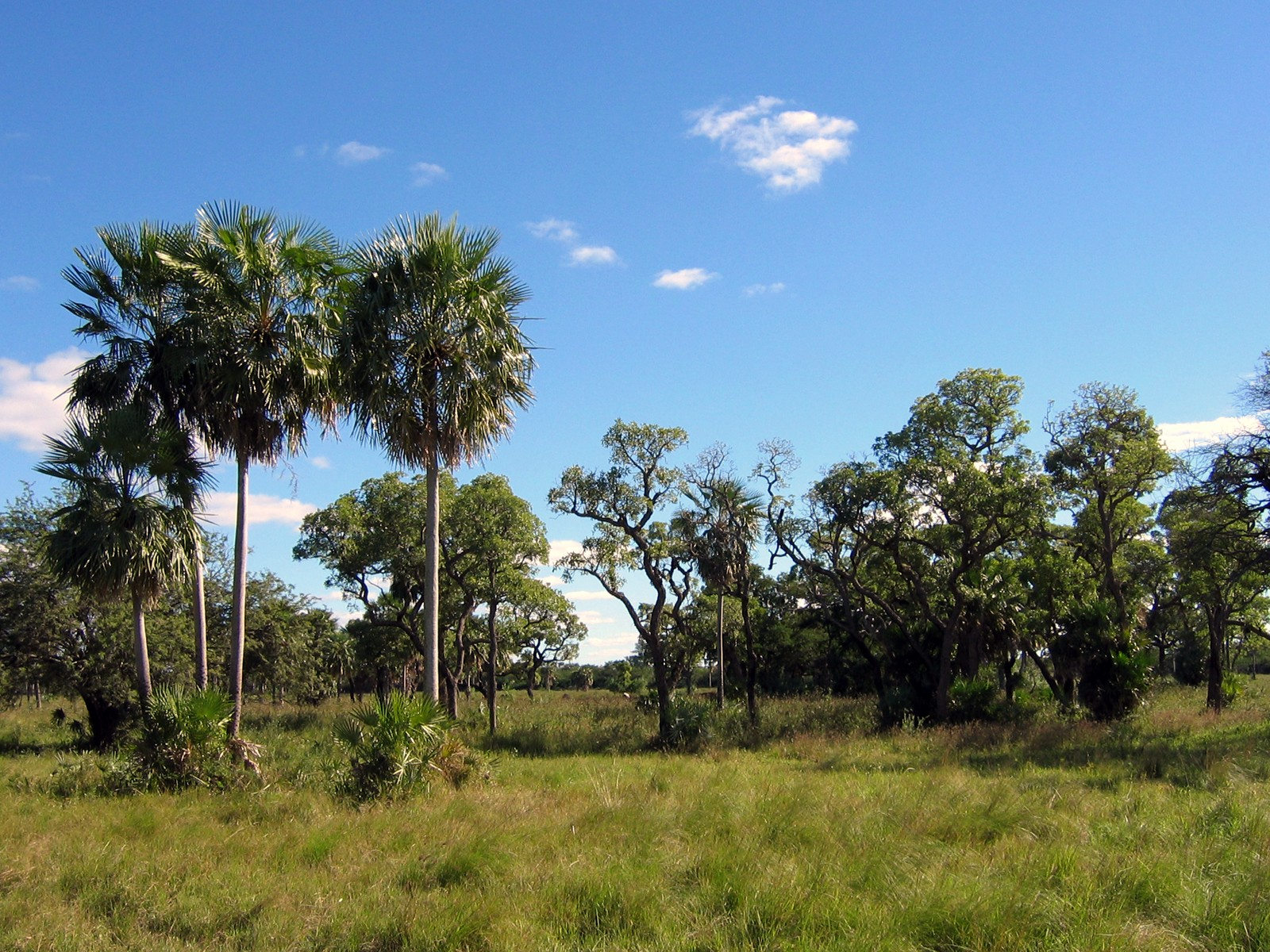
Paysage du Gran Chaco.

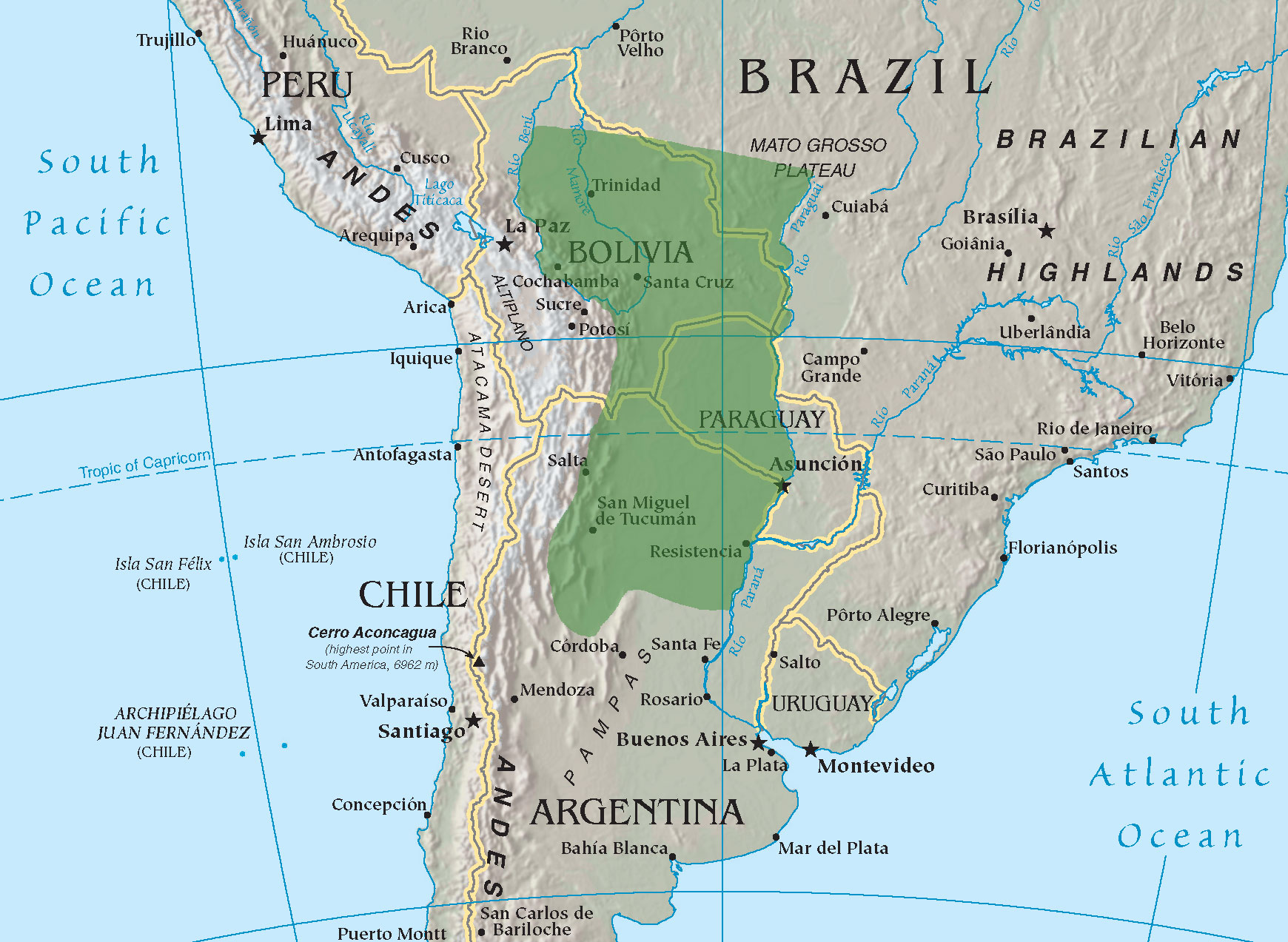
Étendue approximative du Gran Chaco.

Carte du Chaco argentin, correspondant aux deux sous-régions du Chaco central et du Chaco austral.

Le Gran Chaco est une des principales régions géographiques d'Amérique du Sud, située dans le Cône Sud, elle s'étend en partie sur les territoires de l'Argentine, de la Bolivie, du Brésil et du Paraguay, entre les rivières Paraguay et Paraná à l'est, et l'Altiplano andin à l'ouest. Chaco est un terme qui provient du quechua chaku et qui signifie : « (territoire de) chasse » 
Son origine structurelle est un bassin sédimentaire recouvert de matériaux provenant de l'érosion des massifs voisins (Andes mais aussi socle brésilien).
Il forme la partie nord de la grande plaine chacopampéenne. Il se distingue de la région
pampéenne par la présence importante de bois et de forêts avec prédominance d'espèces de bois durs. Le Gran Chaco abrite la plus grande forêt sèche d’Amérique latine.

## Situation
La région du Chaco est une plaine boisée qu'ailleurs on appelle savane qui s'étend du nord au sud depuis le parallèle 16ºS (en foi de quoi Santa Cruz de la Sierra est incluse dans la zone du Chaco) et les bassins des Otuquis et Parapití, jusqu'au río Salado, et de l'est à l'ouest depuis les ríos Paraná et Paraguay jusqu'à l'altiplano andin.
La grande horizontalité du relief fait que ses rivières courent en divaguant, changeant souvent d'emplacement et laissant ainsi d'anciens lits (voir le Río Bermejo), des bañados et des madrejones.

## Sous-régions
Le Gran Chaco est divisé du nord au sud en trois parties :
- Chaco Boréal, qui s'étend depuis le río Pilcomayo jusqu'au 16e parallèle sud, et qui comprend donc le Chaco paraguayen et le Chaco bolivien (c’est-à-dire l'essentiel du département de Santa Cruz) ;
- Chaco Central, qui va du río Pilcomayo jusqu'à l'ancien lit du río Bermejo c.à.d. l'Ypitá ;
- Chaco Austral, qui s'étend du río Bermejo vers le sud, jusqu'à hauteur de la Mar Chiquita et du confluent du río Salado avec le Paraná, c’est-à-dire approximativement jusqu'au 30e parallèle sud.

Les sous-régions centrale et australe forment en Argentine la région dite "Chaqueña" ou encore le "Chaco argentin".

## Ethnographie
Les peuples amérindiens de la contrée étaient apparentés avec ceux de la région pampéenne, mais avaient reçu des influences culturelles tant de l'est (groupe guaraní) que de l'ouest (peuples des hauts-plateaux andins).
Après 1880, la présence de populations européennes s'est fortement accentuée dans toutes les régions du Chaco et un métissage important a eu lieu.
La déforestation croissante du Chaco paraguayen menace les droits et les traditions de la vingtaine d'ethnies Guaraní de la région. Les territoires de ces dernières sont rarement reconnus par l'État et les Guarani sont souvent expulsés de leurs terres. Ils vont alors peupler les bidonvilles des villes. Dans le Chaco paraguayen vivent également les Ayoreo-Totobiegosode, qui seraient l'une des dernières tribus autochtones sans contact avec la civilisation de la planète. L'éventuelle extinction de la tribu est envisagée par l'association Survival International, qui dénonce la rapide déforestation de leur territoire.

## Climat
La région du Gran Chaco possède deux saisons climatiques : la saison sèche (ou hivernale, avec son climat de peu de précipitations en juillet) et la saison humide (avec un maximum de précipitations en janvier). Et quelle que soit la saison, il y fait plutôt chaud.
Cependant, malgré les latitudes tropicales de la plus grande partie du Chaco, la continentalité associée à des régimes éoliens saisonniers (spécialement les vents venus de l'antarctique par-dessus la Pampa), font qu'il existe de grandes variations thermiques selon le rythme diurne-nocturne et selon les saisons. Si bien que dans la zone des Salinas Grandes situées à la limite sud-ouest du Gran Chaco, durant les mois d'été (spécialement en janvier), les températures peuvent atteindre 50 °C; tandis qu'à Asuncion il est fréquent certaines nuits d'hiver en juillet d'atteindre 0 °C, et qu'à Santa Cruz de la Sierra il se produit des surazos ou vents froids venus du sud (également en juillet), c’est-à-dire que la température descend à 10 °C, et ce, bien que nous soyons là à la limite nord du Gran Chaco, loin au nord du tropique du Capricorne.

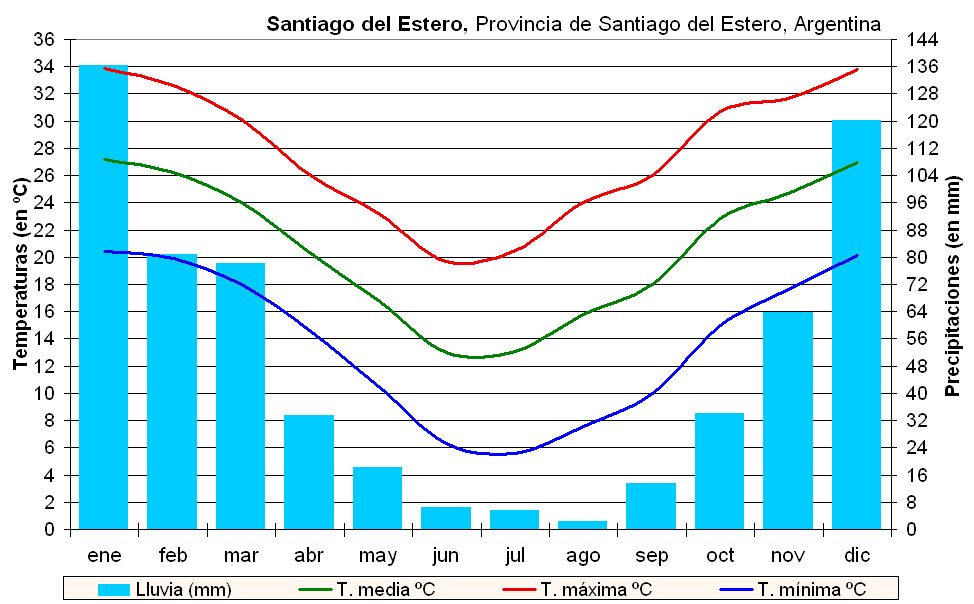
Climogramme de la ville de Santiago del Estero, au centre du Chaco boréal ou argentin.

## Écologie

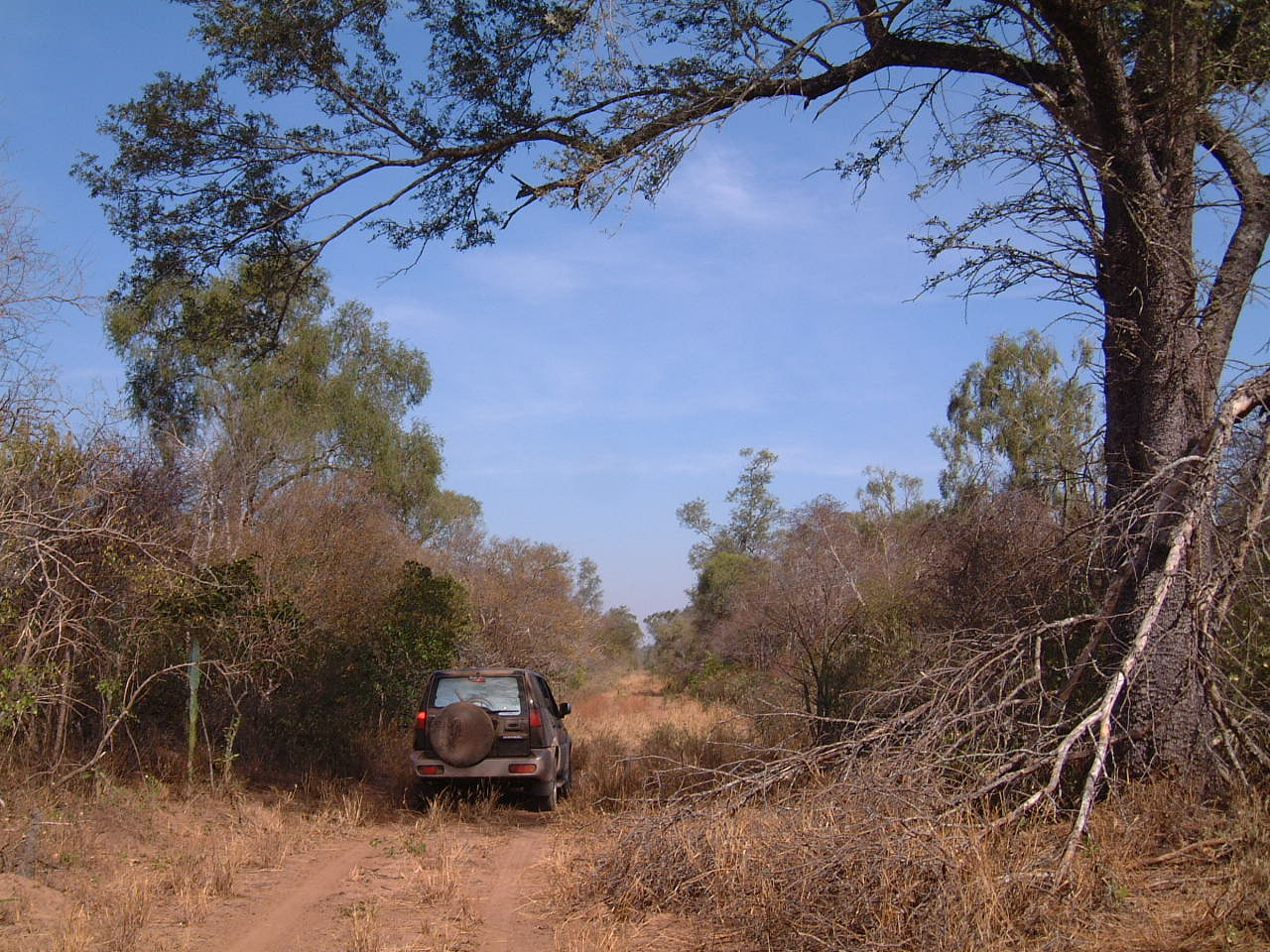
Forêt vierge durant la saison sèche dans le Chaco occidental sec.
Carte du Chaco sec, défini par le WWF (World Wildlife Fund)
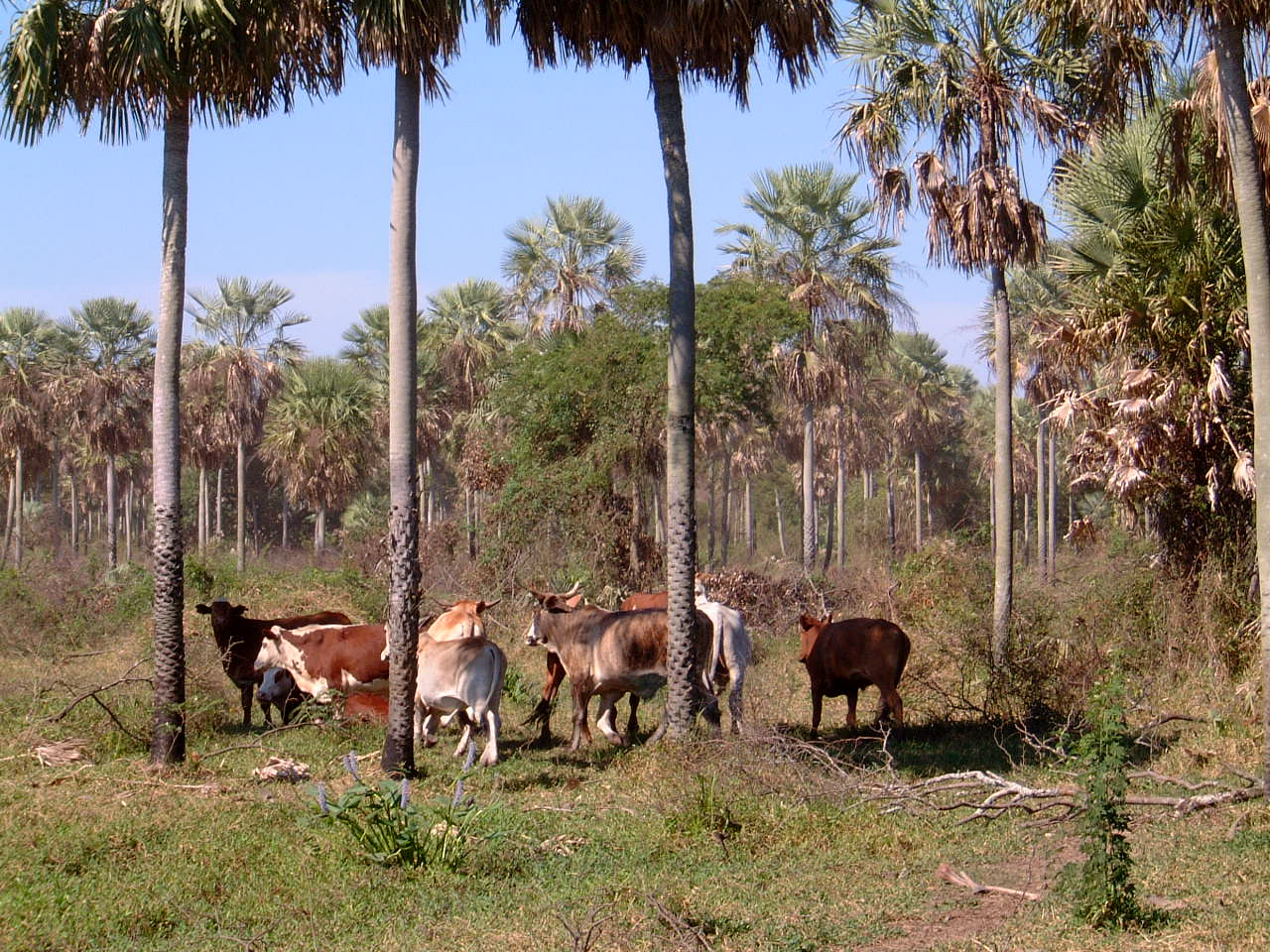
Elevage extensif dans le Chaco humide.

Dans la région du Chaco prédominent des formations forestières de bois dur que ce soit sous forme de bois, de forêts parfois impénétrable ou de formations de type "parc" avec arbres isolés dans des grandes étendues herbeuses. On y rencontre souvent des arbustes bas, xérophiles (ce qu'on appelle fachinal). Cette formation végétale constitue un point chaud de biodiversité, comptant plus de 3 400 espèces de plantes, 500 espèces d'oiseaux et 150 espèces de mammifères[réf. souhaitée].
Les précipitations décroissent fortement d'est en ouest.
On distingue dès lors des zones distinctes d'ouest en est, bien plus que de nord au sud :

### La partie occidentale du Chaco
Elle est fort sèche et peu peuplée, souvent quasi désertique elle présente un paysage de bois 
xérophile où prédominent le quebracho coloré ou quebracho blanc et le Prosopis nigra ou algarrobo, le Geoffroea decorticans ou chañar, le Tabebuia ou lapacho, le Chorisia ou yuchán, le 
guayacán (Libidibia paraguariensis) ou les Ebénacées du genre Diospyros appelées ici palo santo, le Jatropha podagrica ou tártago et le Prosopis ruscifolia ou vinal, ce qui a déterminé longtemps une activité humaine principalement forestière.

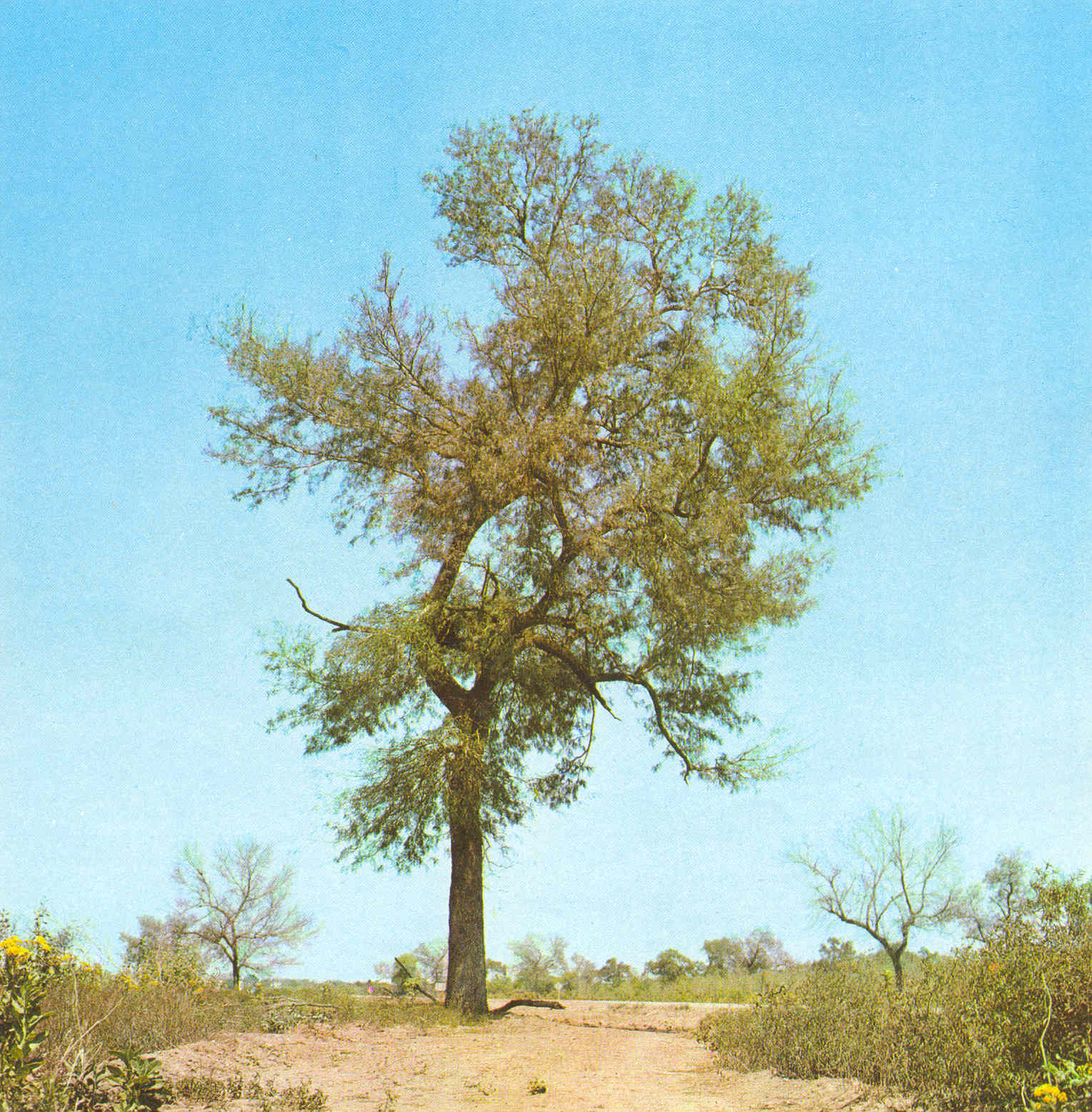
Schinopsis quebracho-colorado ou Quebracho coloré.
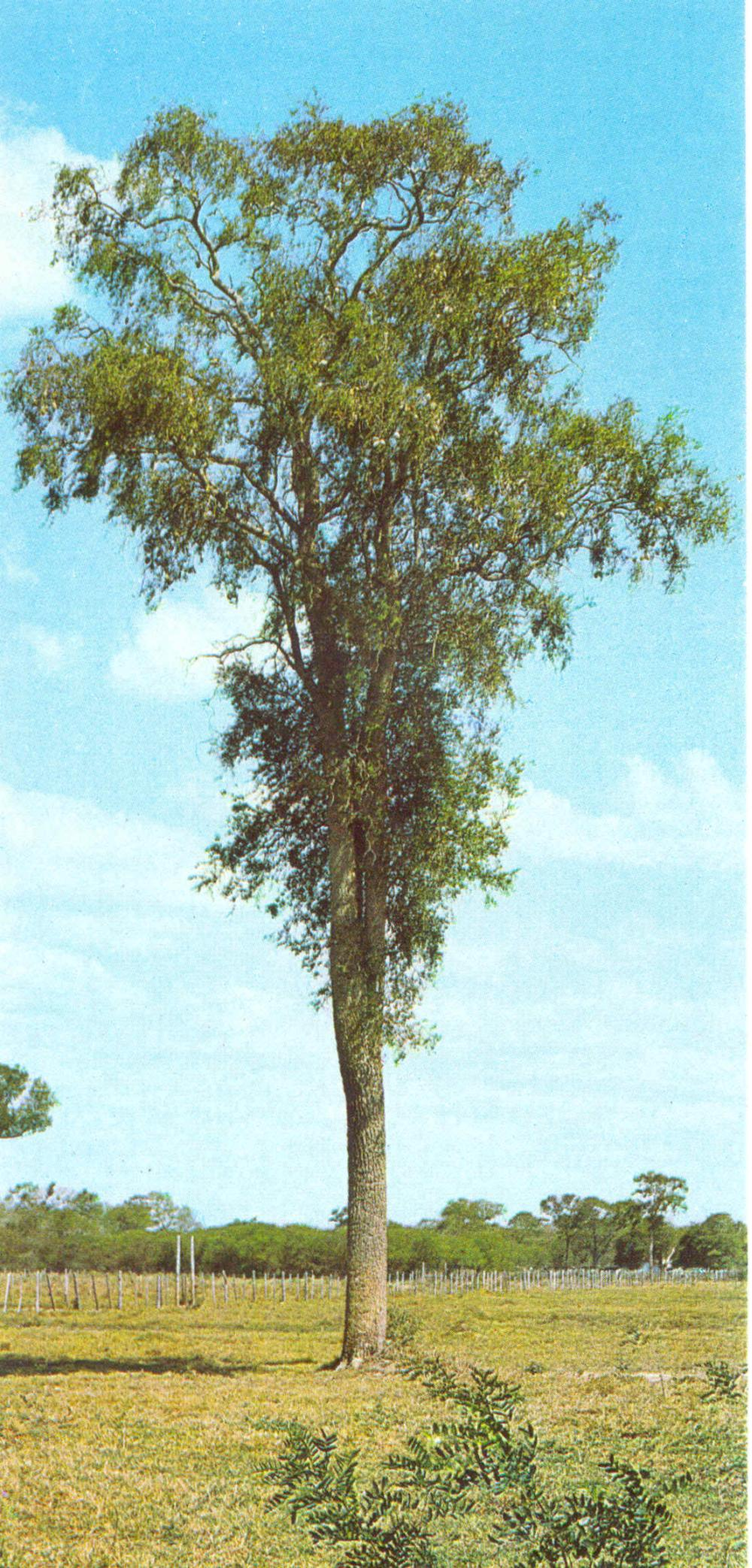
Aspidosperma quebracho-blanco ou Quebracho blanc.
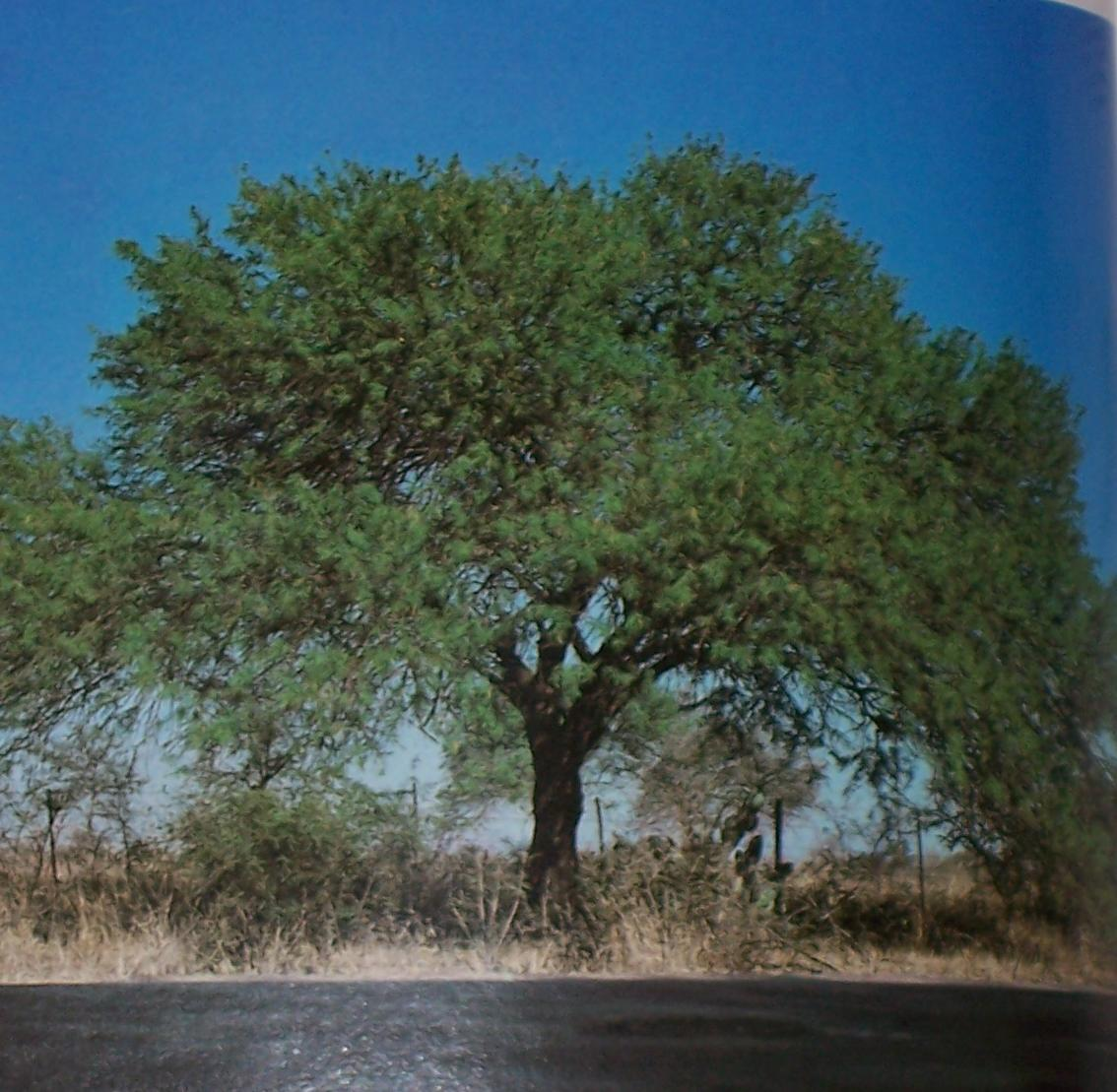
Prosopis nigra ou Algarrobo negro.

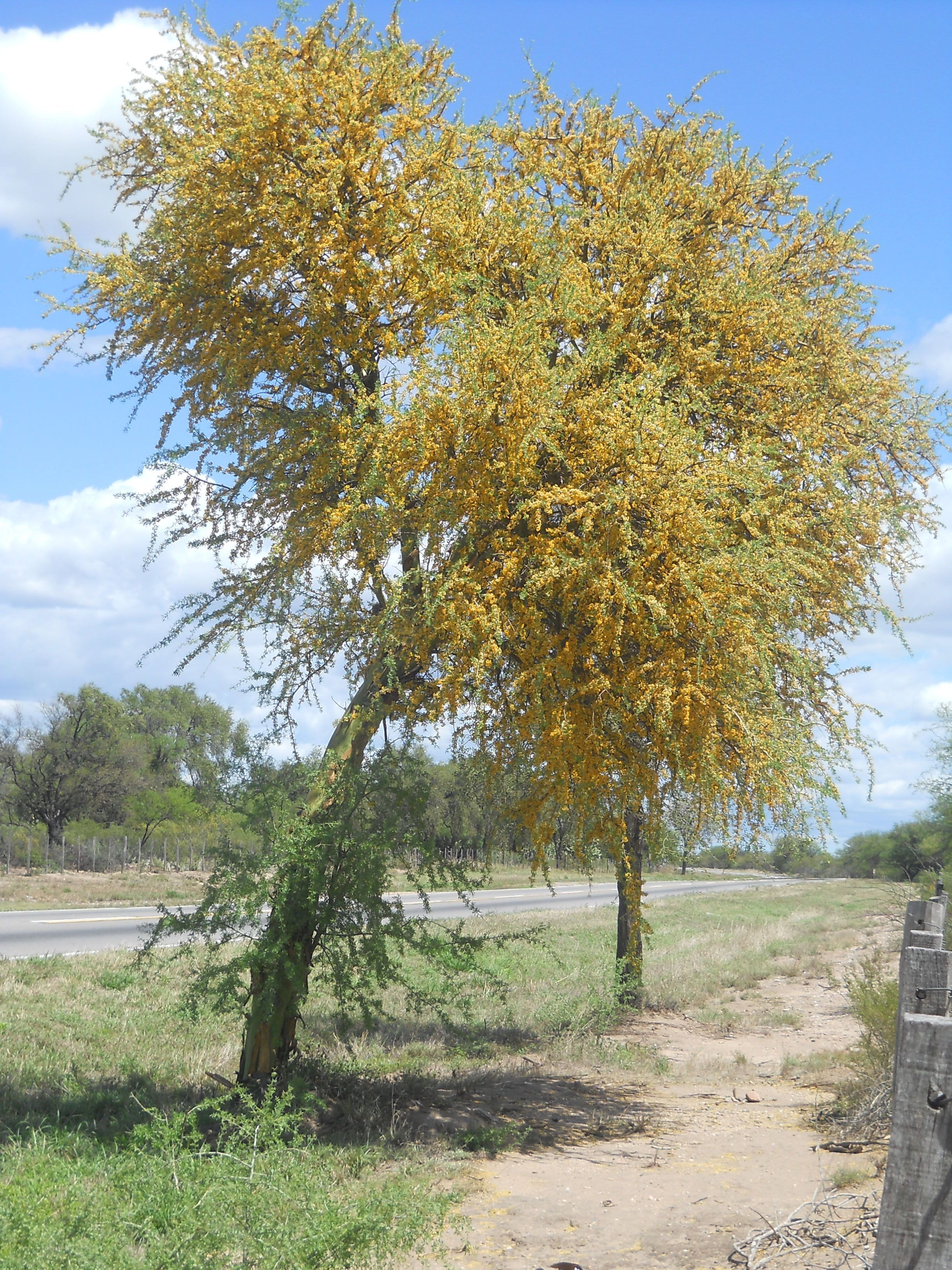
Geoffroea decorticans ou Chañar
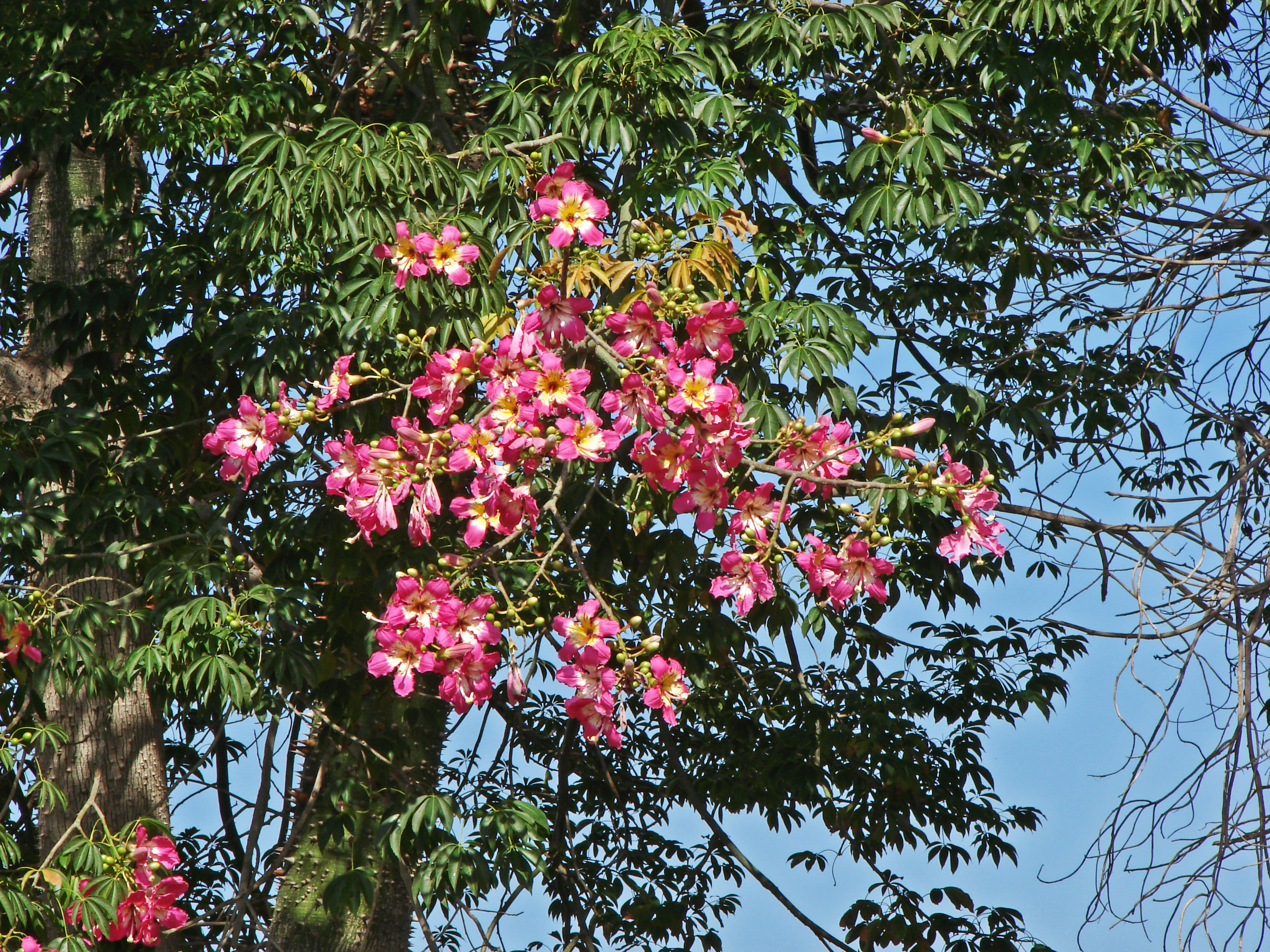
Ceiba speciosa ou Palo borracho
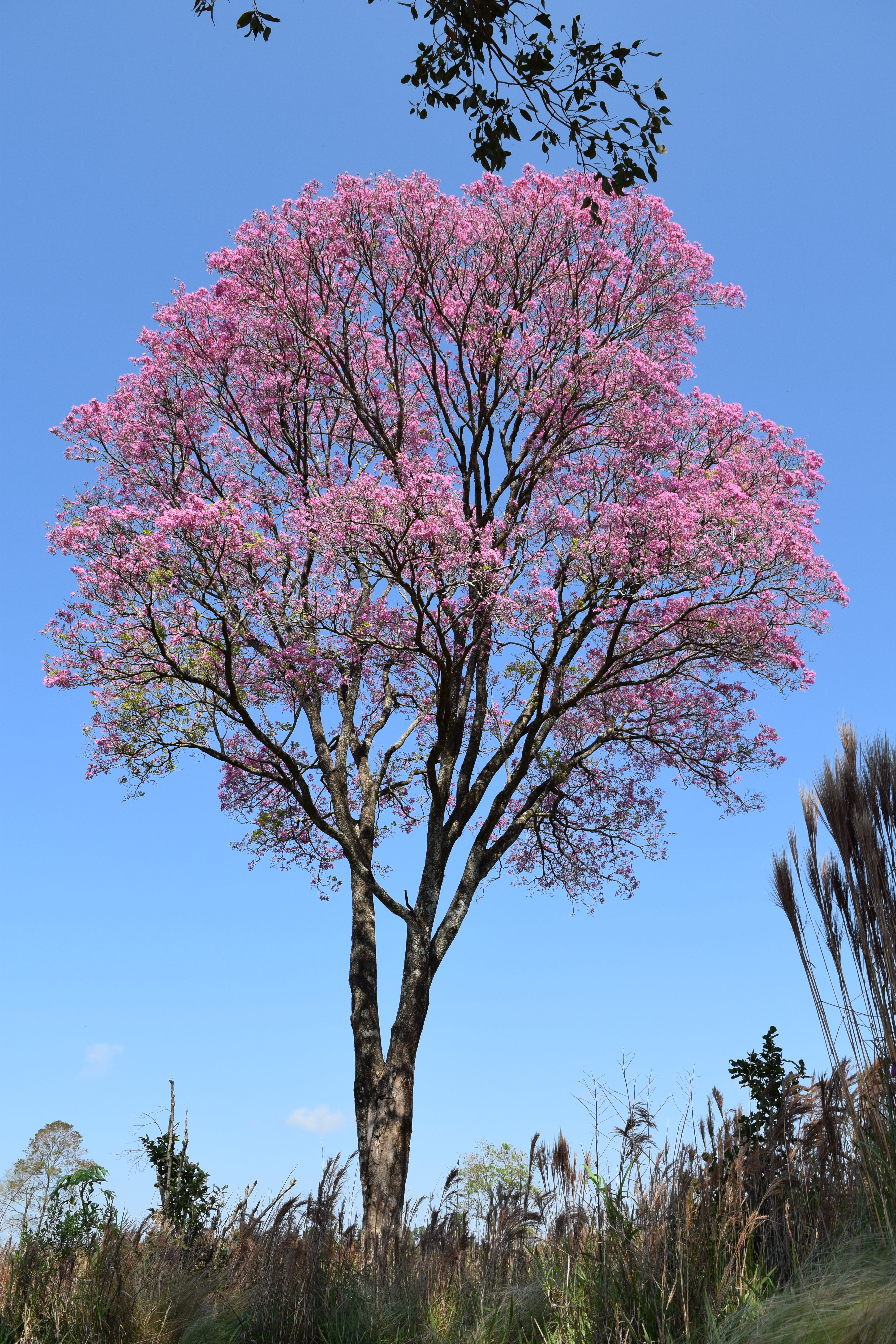
Un lapacho rosé (Tabebuia impetiginosa)

### La zone centrale
Dans cette région, le Chaco est très plane, avec des sols argileux, des rivières qui accumulent beaucoup de sédiments et sont cause de fortes inondations, et couvert çà et là de forêts ou de bois (surtout du quebracho et des palmiers des espèces butia yatay, pindó ou syagrus romanzoffiana et caranday ou copernicia alba), imbriqués avec des espaces herbacés. On y trouve aussi différentes espèces de prosopis comme le caldén ou prosopis caldenia. Les caractéristiques du sol (argileux donc imperméable - et peu déclive), sont la cause de la formation fréquente d'étangs et de marécages (esteros et bañados). La mise en coupe réglée de cette région pour l'exploitation du bois durant le XXe siècle ont favorisé des processus de désertification et la récurrence de grandes inondations durant les mois de pluies, ainsi que de graves déficits hydriques durant le reste de l'année.

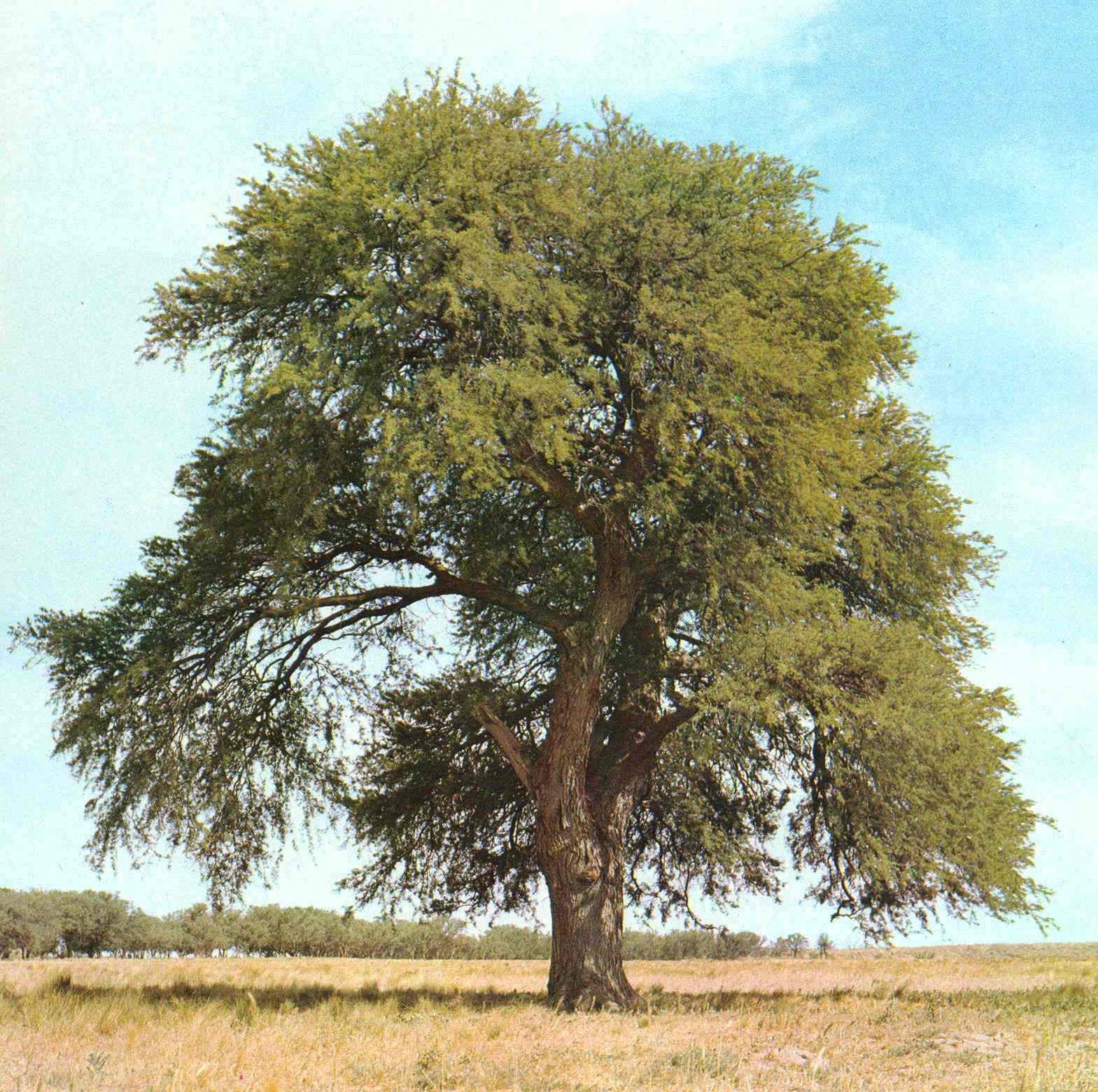
Prosopis caldenia ou Caldén - fréquent dans le gran Chaco.
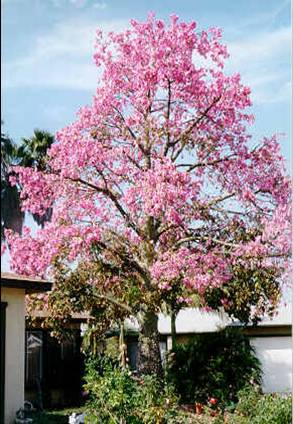
Palo borracho ou chorisia speciosa en fleur.

### Les zones proches des ríos Paraguay et Paraná

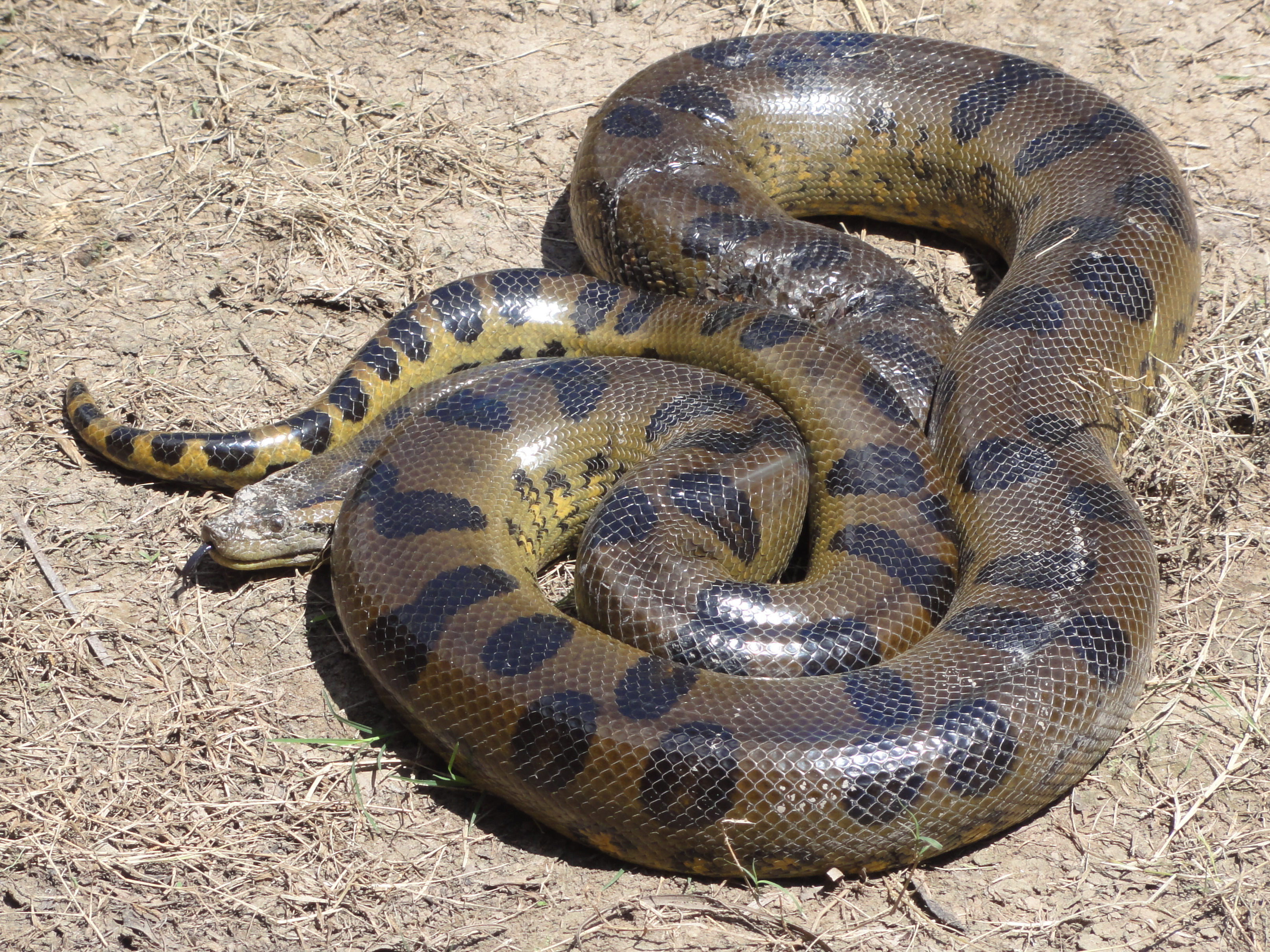
L'anaconda géant Eunectes murinus est présent dans le Chaco du nord. Il peut mesurer jusqu'à 8.45 m. Sa masse peut atteindre les 200 kg.

Il s'agit de la zone la plus humide, ce qui fait que les forêts sont ici de type selvatique avec prédominance des espèces déjà renseignées dans la zone centrale, mais distribuées plus densément et avec des sous-bois stratifiés en différents étages. Cette formation forestière s'est amenuisée au long du XXe siècle, du fait de l'action de l'homme. Spécialement, il y eut appauvrissement des espèces autochtones par la coupe d'arbres sans rénovation.
C'est là que se trouve la plus grande densité de population et que se sont développées les cultures du coton, du maïs, du soja et de quelques agrumes.

### La zone sud du Chaco
À partir de la province argentine de Santiago del Estero, les marécages formés par les 
río Dulce et río Salado (comme les bañados del Quirquincho et ceux d'Añatuya), sont caractéristiques. Dans cette agriculture de zone humide, on cultive des légumes (hortalizas) et des plantes fourragères (luzerne).

#### Faune de la zone sud
Par zone sud on entend l'ensemble du Chaco argentin.

##### Mammifères
Bien que tout au long du XXe siècle, les hommes se soient évertués à détruire la riche faune de la région, elle reste très variée. Les jaguars (ou "tigres"), ocelots, tapirs, caïmans yacarés, guanacos, cerfs des pampas ont disparu ou presque.
On peut cependant encore voir les pécaris, jaguarondis, cerfs des marais, daguets gris (guazuviras), mazamas, loups à crinière (aguaraguazús), fourmiliers et tamanduas.

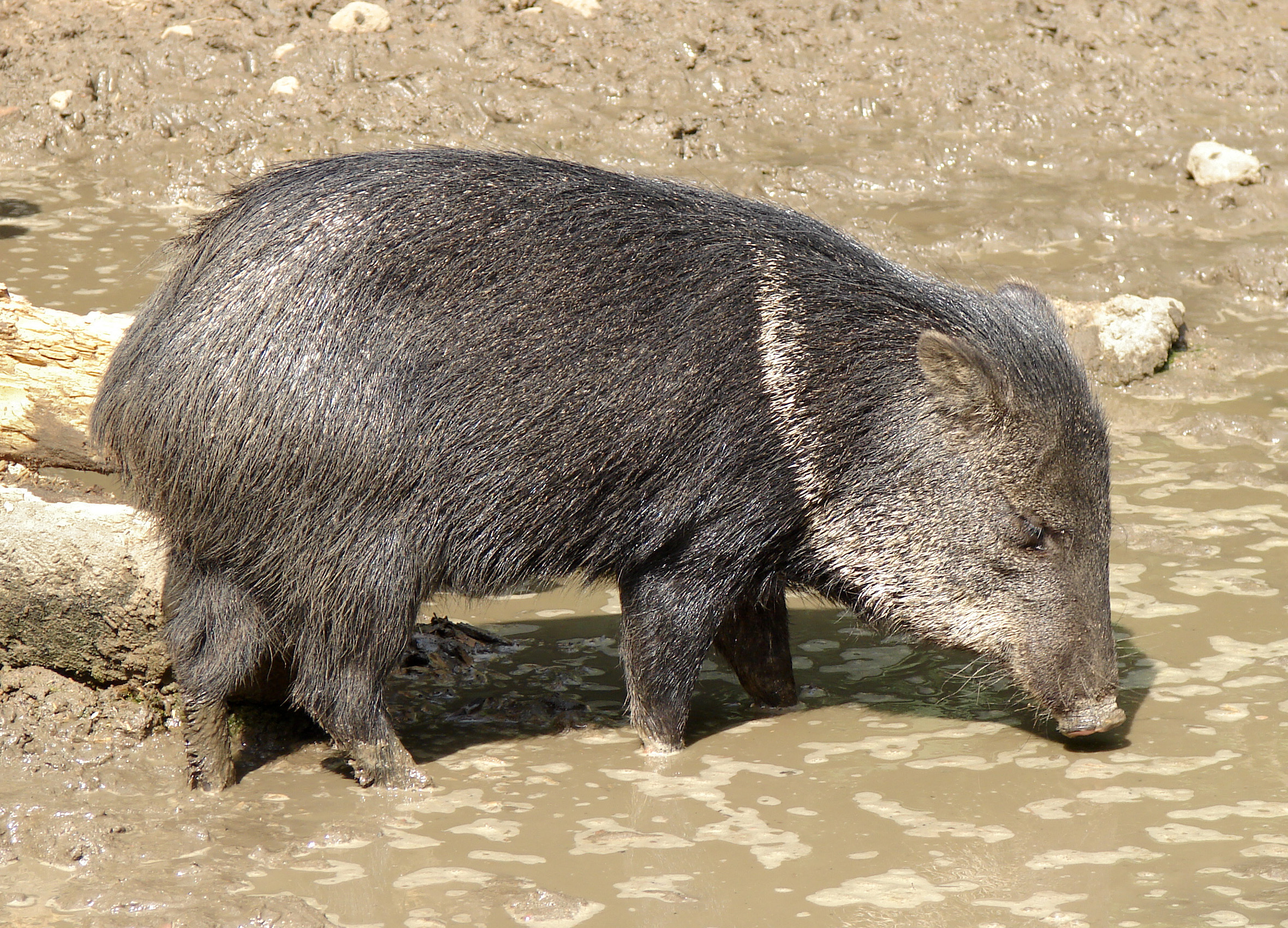
Pécari à collier ou Pecari tajacu
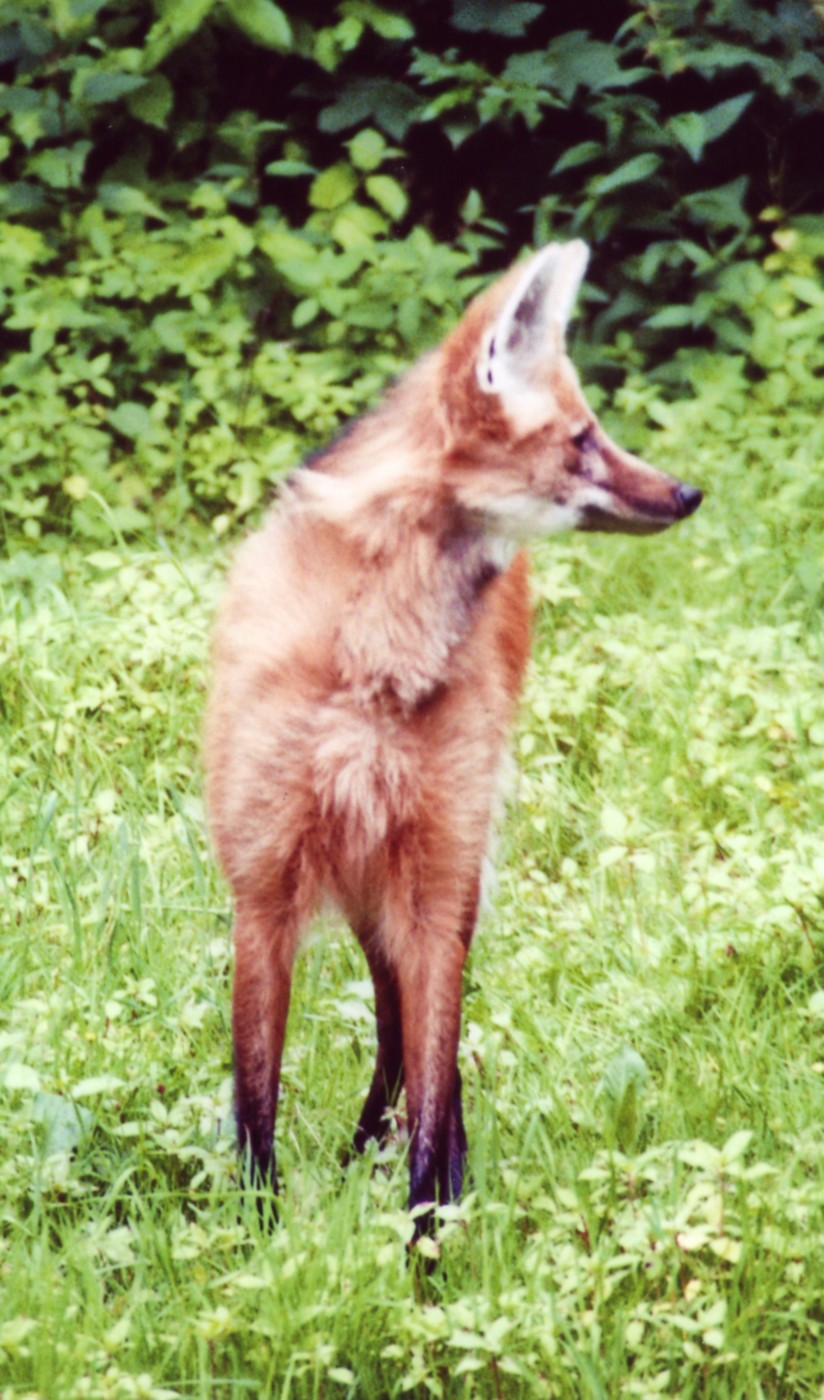
Le loup à crinière ou chrysocyon brachyurus a de longues pattes
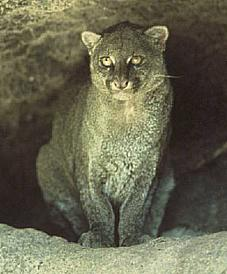
Vue de face d'un jaguarondi

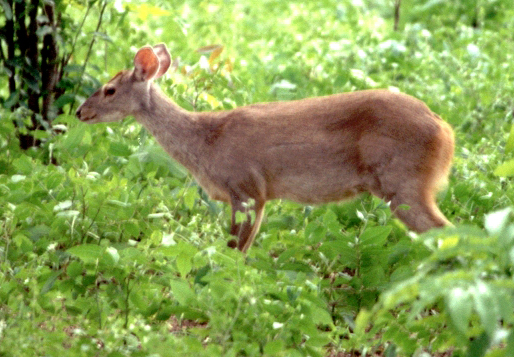
Le daguet gris (Mazama gouazoubira) est un cervidé de taille moyenne
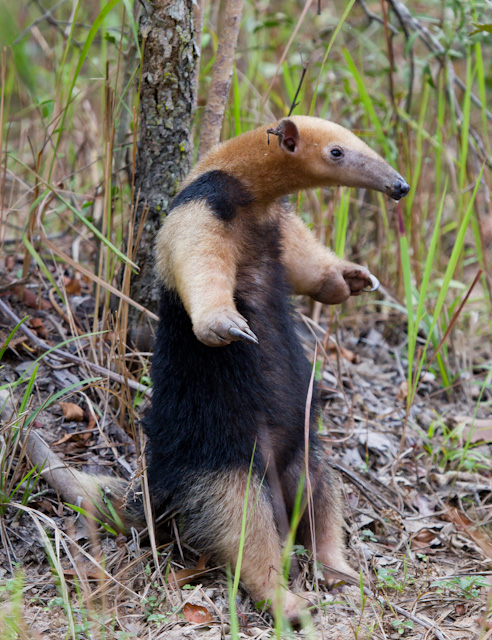
Tamandua du Sud (Tamandua tetradactyla), petit foumilier semi-arboricole.
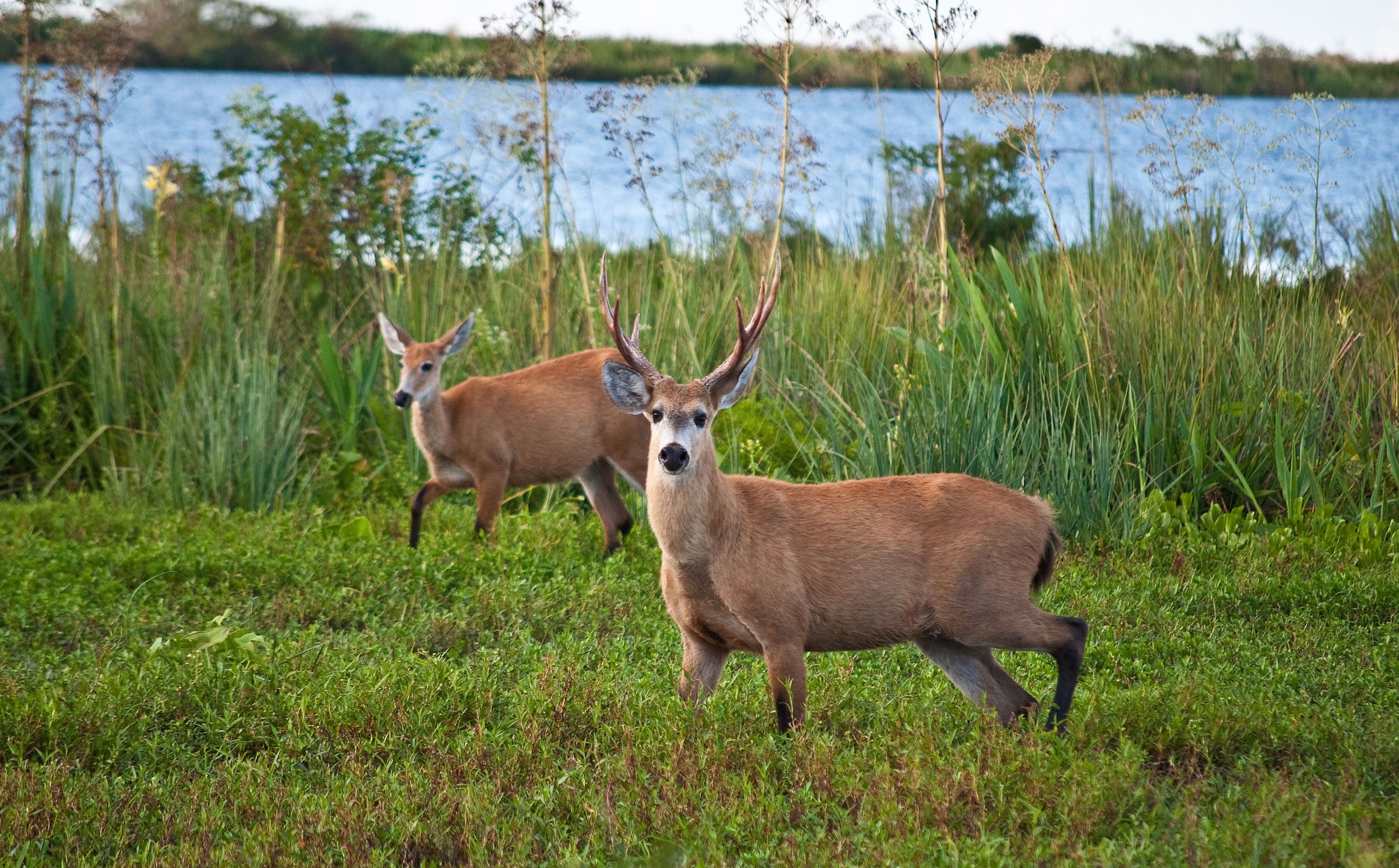
Cerfs des marais (Blastocerus dichotomus)

Dans cette zone se trouve la limite méridionale des singes du Nouveau Monde (comme le singe hurleur et le capucin), et des paresseux, mais la destruction massive de leur habitat les a presque fait disparaître le siècle dernier.

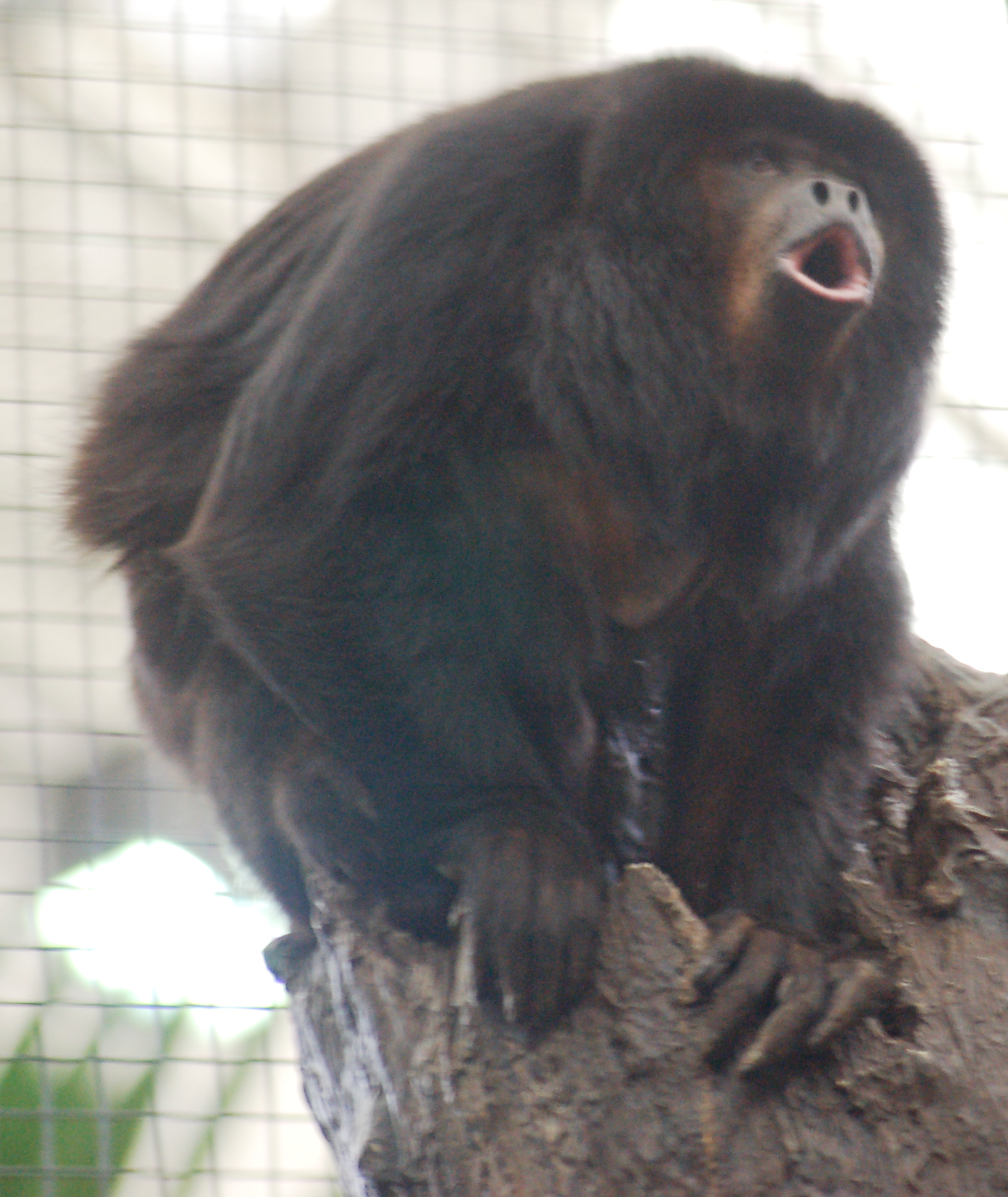
Alouatta caraya ou singe hurleur
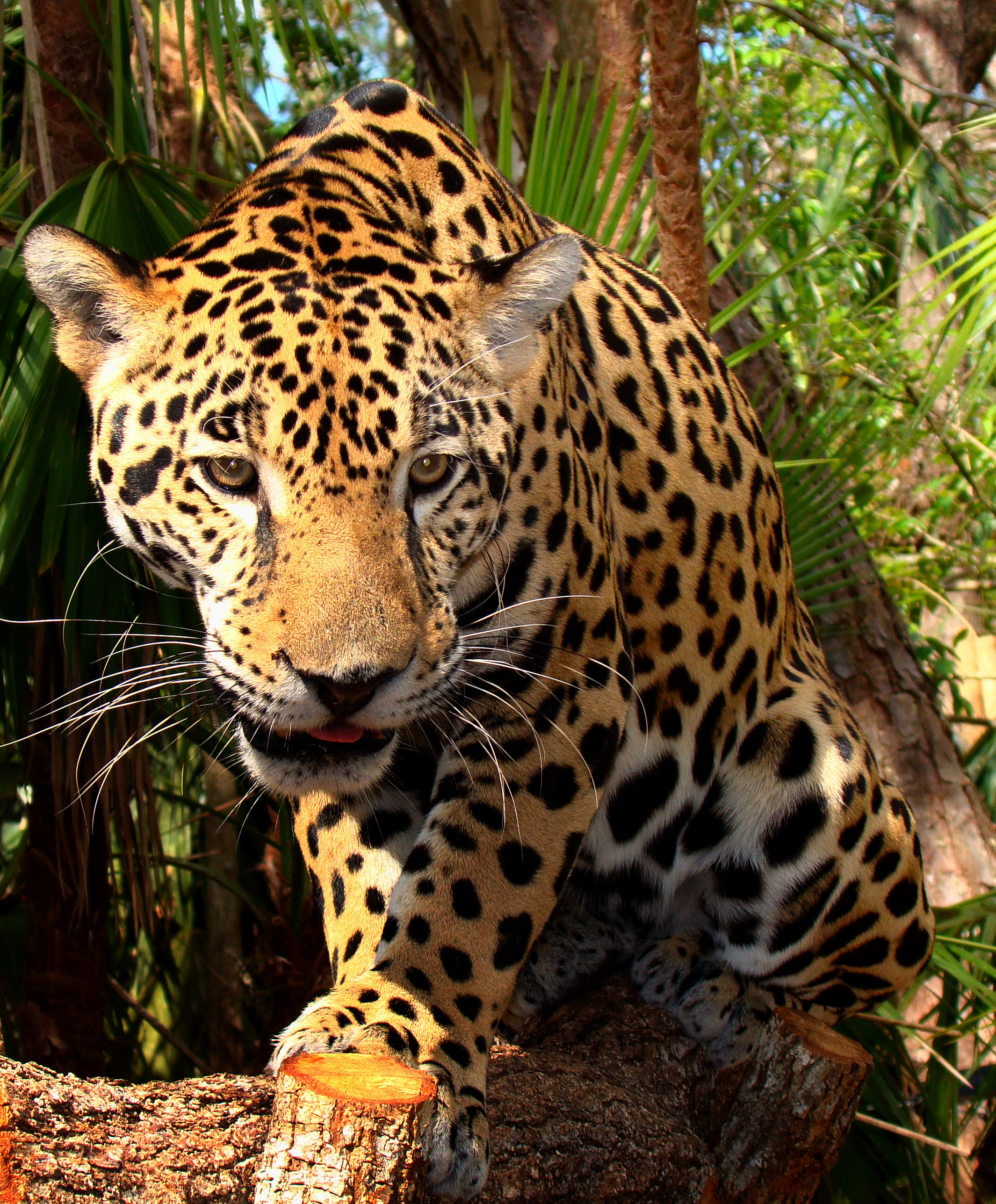
Encore bien présent dans le Chaco du nord, le Jaguar ou Panthera onca subsiste à l'ouest Chaco austral
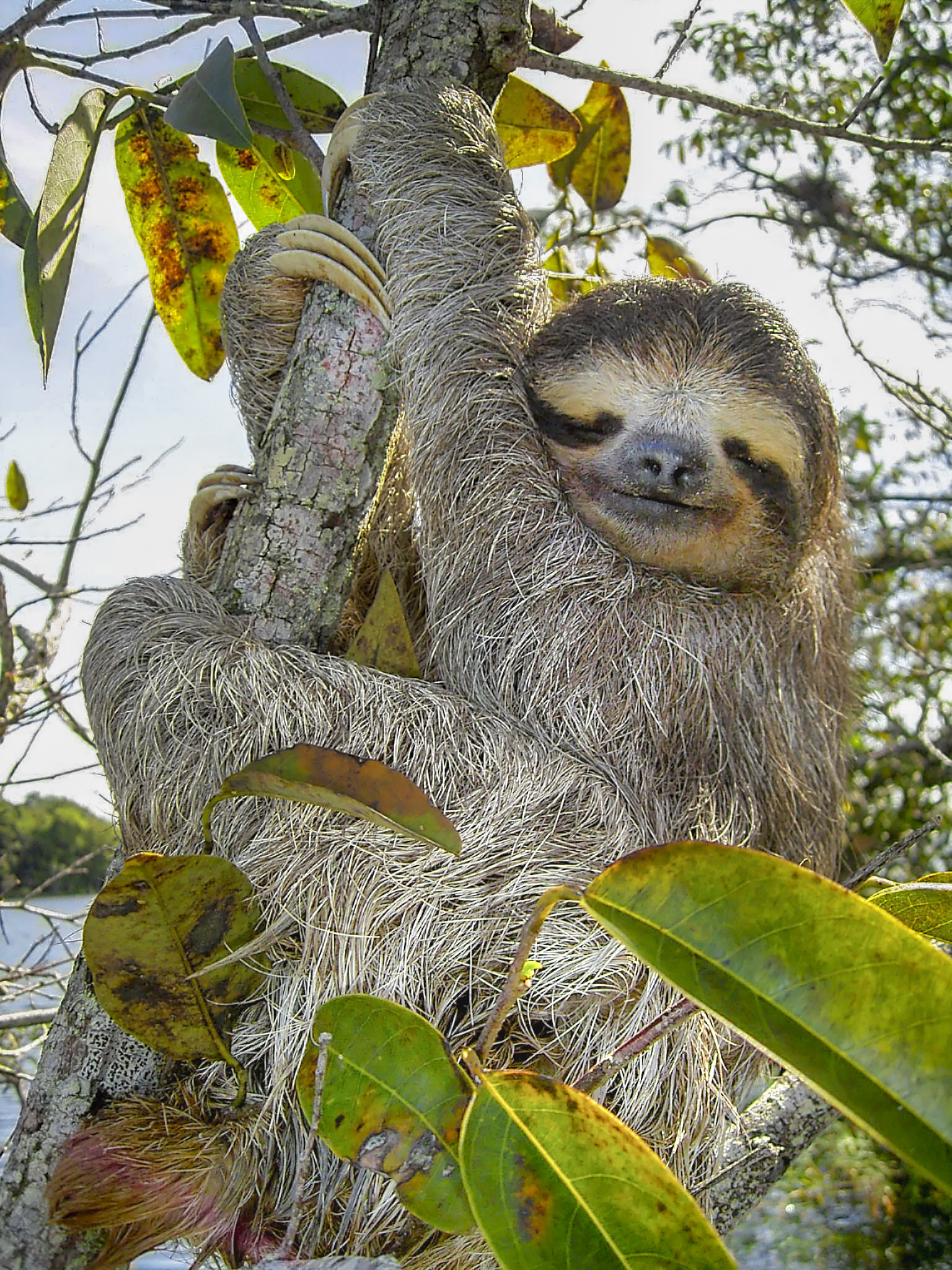
Paresseux ou Bradypus variegatus

On rencontre encore des pumas, des chats de Geoffroy (gato montès), diverses espèces de tatous dont le tatou géant, des opossums, renards d'Aszara ou aguarachays, renards des Andes, viscaches, tapetis, petits grisons, mouffettes ou zorrinos, maras du Chaco, ragondins, cobayes sauvages.

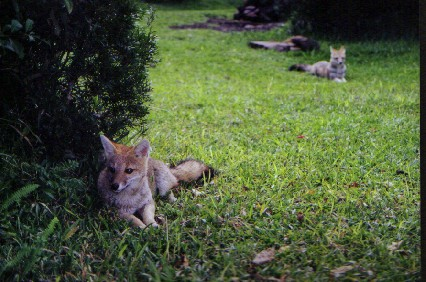
Renards d'Aszara ou aguarachays
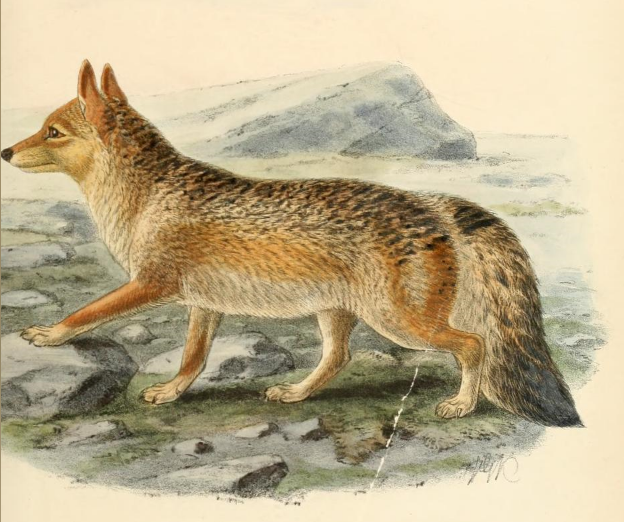
Lycalopex culpaeus smithersi ou renard des Andes. Ici variété spécifique aux régions du centre de l'Argentine
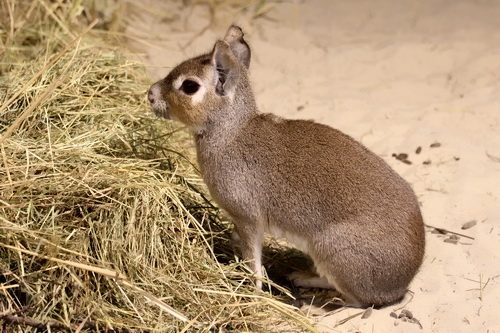
Dolichotis salinicola ou mara du Chaco

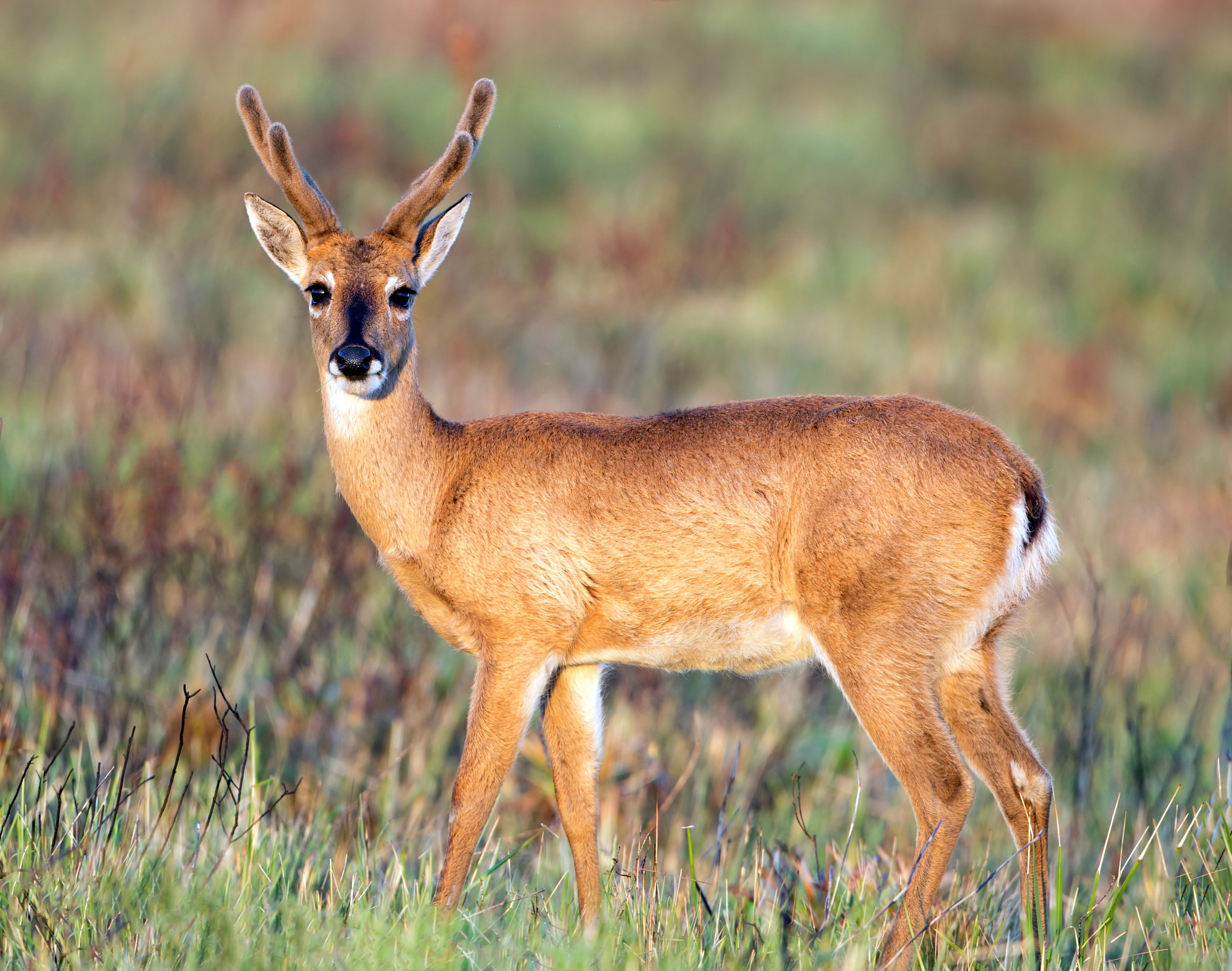
Le cerf des pampas ou Ozotoceros bezoarticus vit dans les diverses régions du Chaco, mais surtout au Brésil.
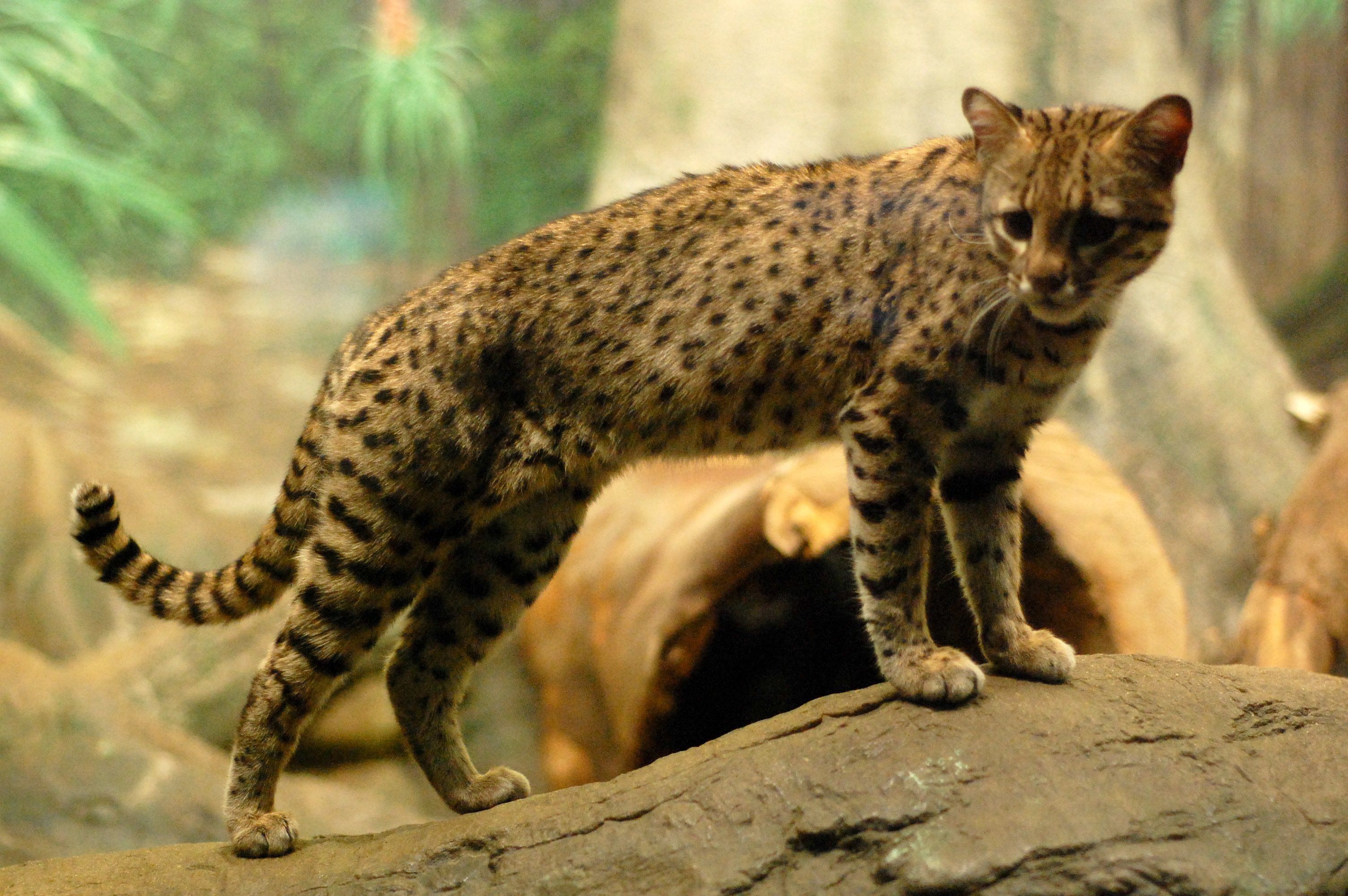
Chat de Geoffroy ou Leopardus geoffroyi

##### Oiseaux
L'avifaune est nombreuse et variée : flamants, pavas de monte, ortalides du Chaco ou charatas, faucons pèlerins, caracaras chimangos, caracaras huppés (caranchos), vautours, busards, amazones à front bleu, perruches de Patagonie, cardinaux, chardonnerets.
La présence des oiseaux coureurs est encore assez importante dans la région, comme le nandou (appelé ici surí ).

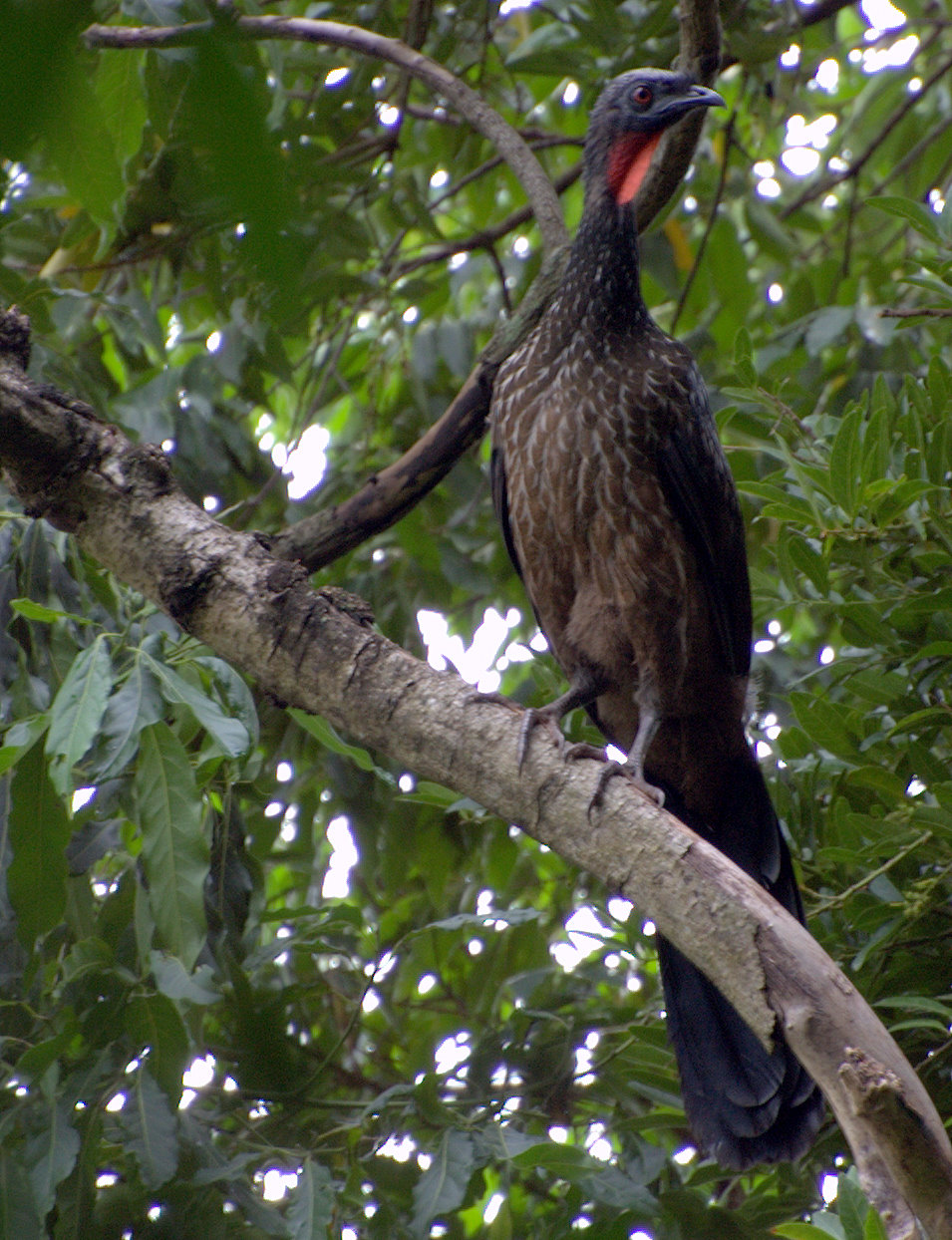
La pava de monte ou penelope obscura
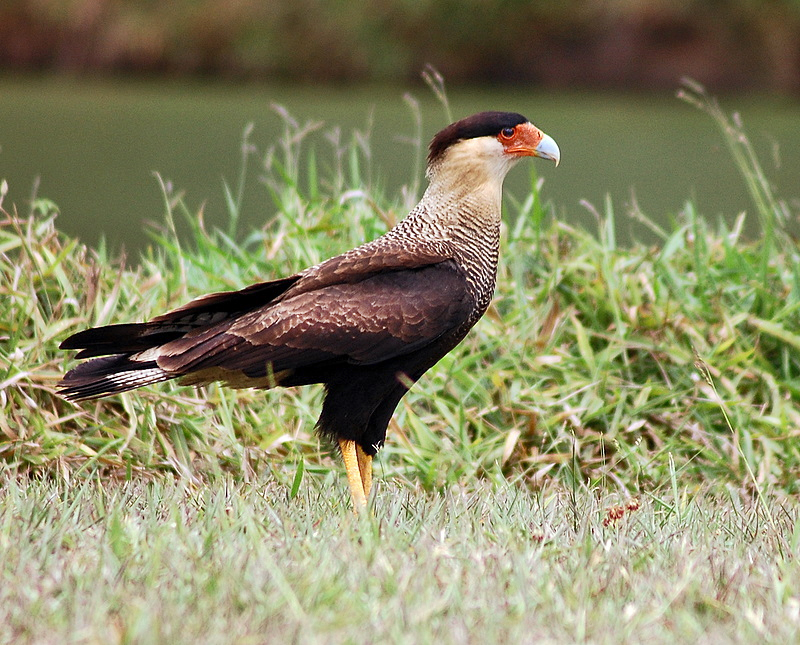
Le caracara huppé ou polyborus plancus est un redoutable prédateur
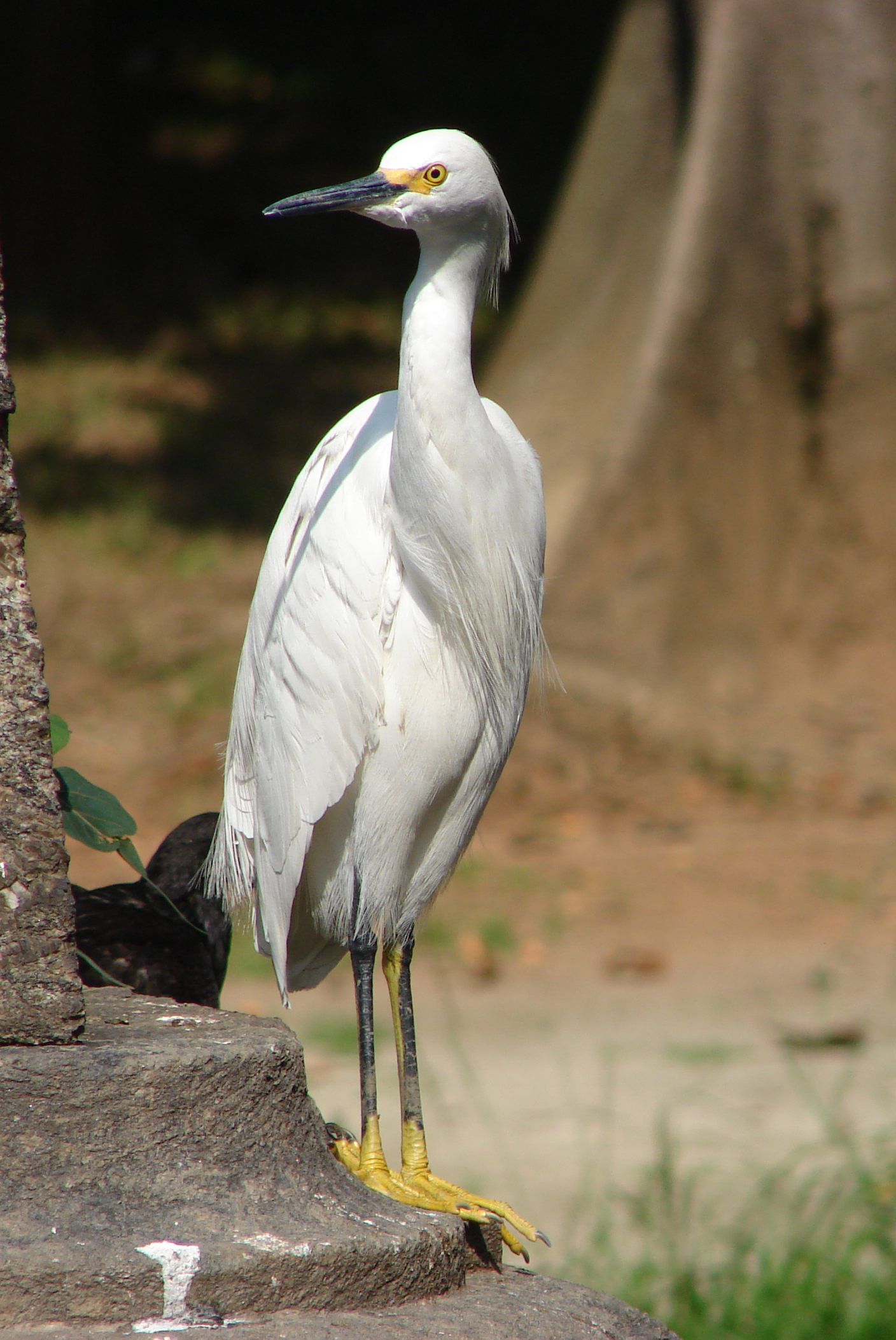
Aigrette neigeuse ou Egretta thula

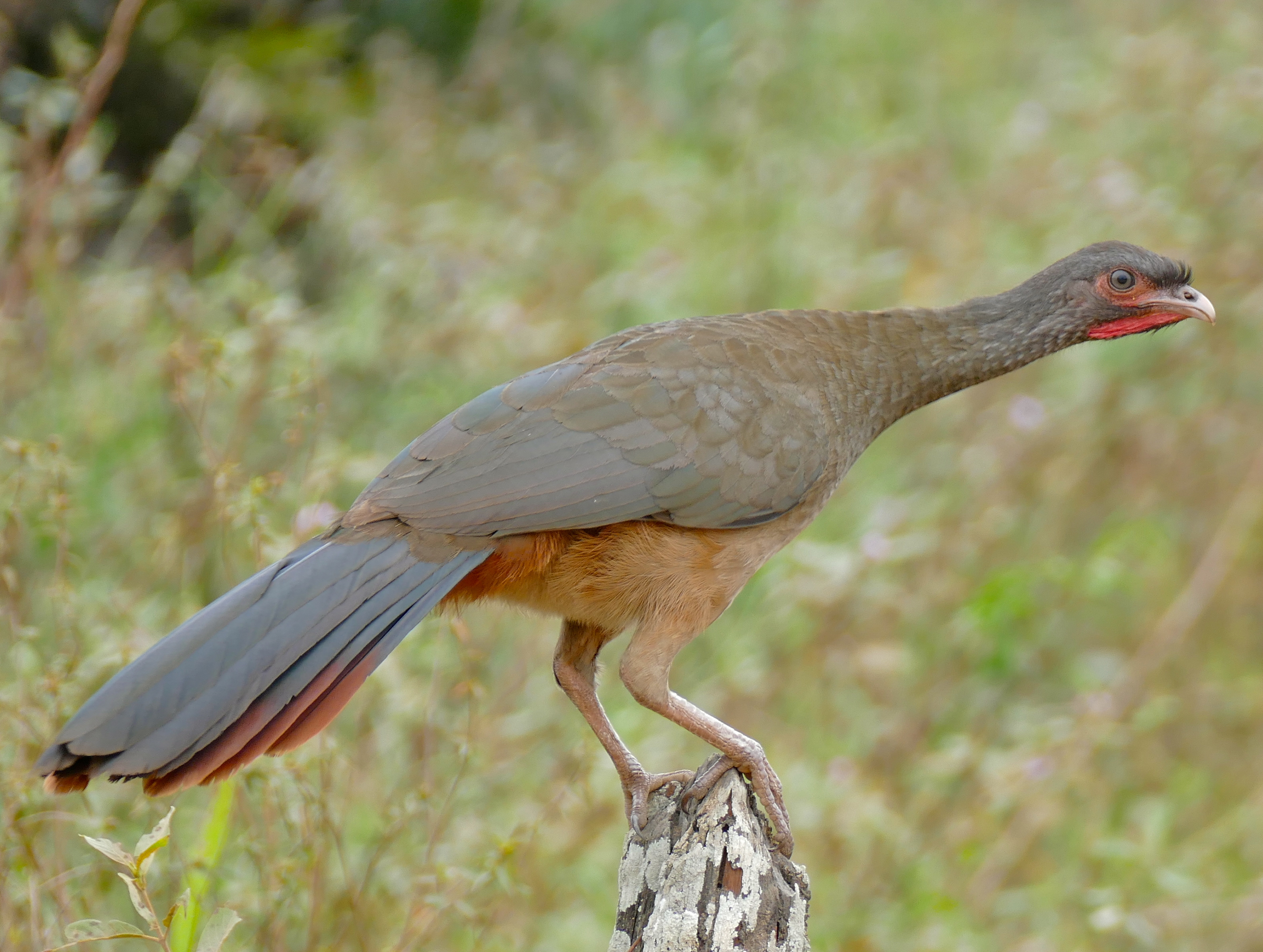
Ortalis canicollis ou Ortalide du Chaco
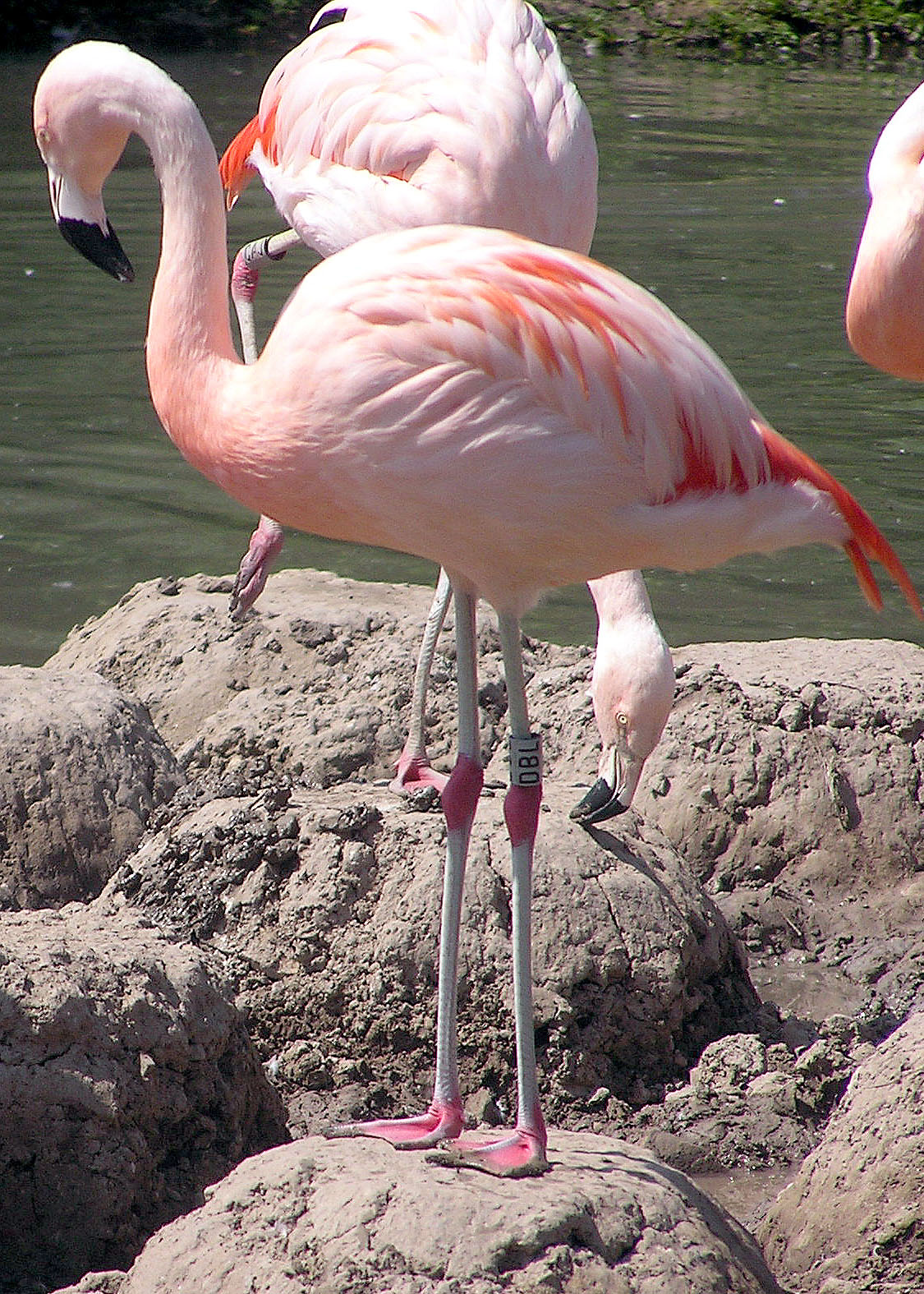
Flamants du Chili ou Phoenicopterus chilensis.
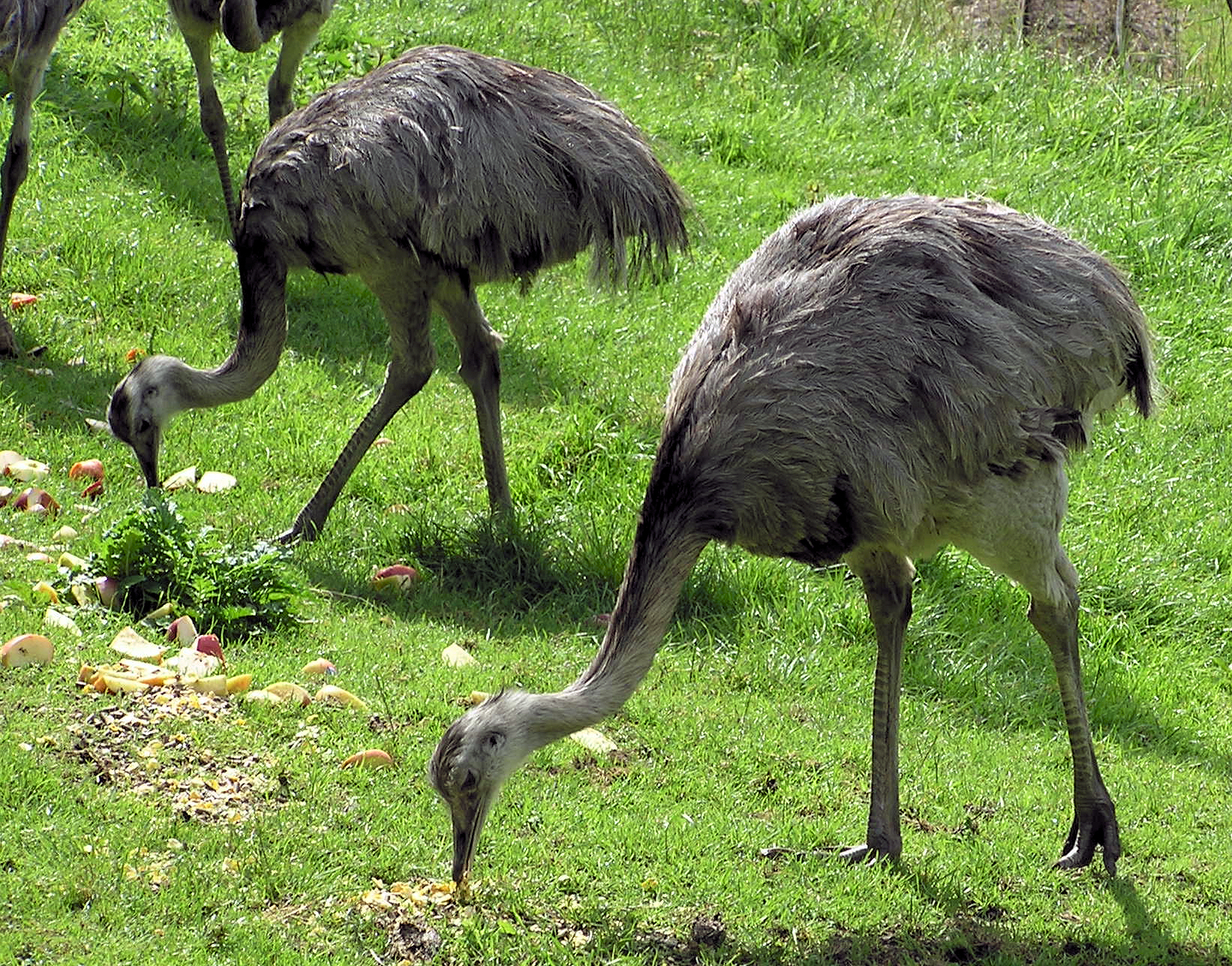
Nandou d'Amérique ou Rhea americana

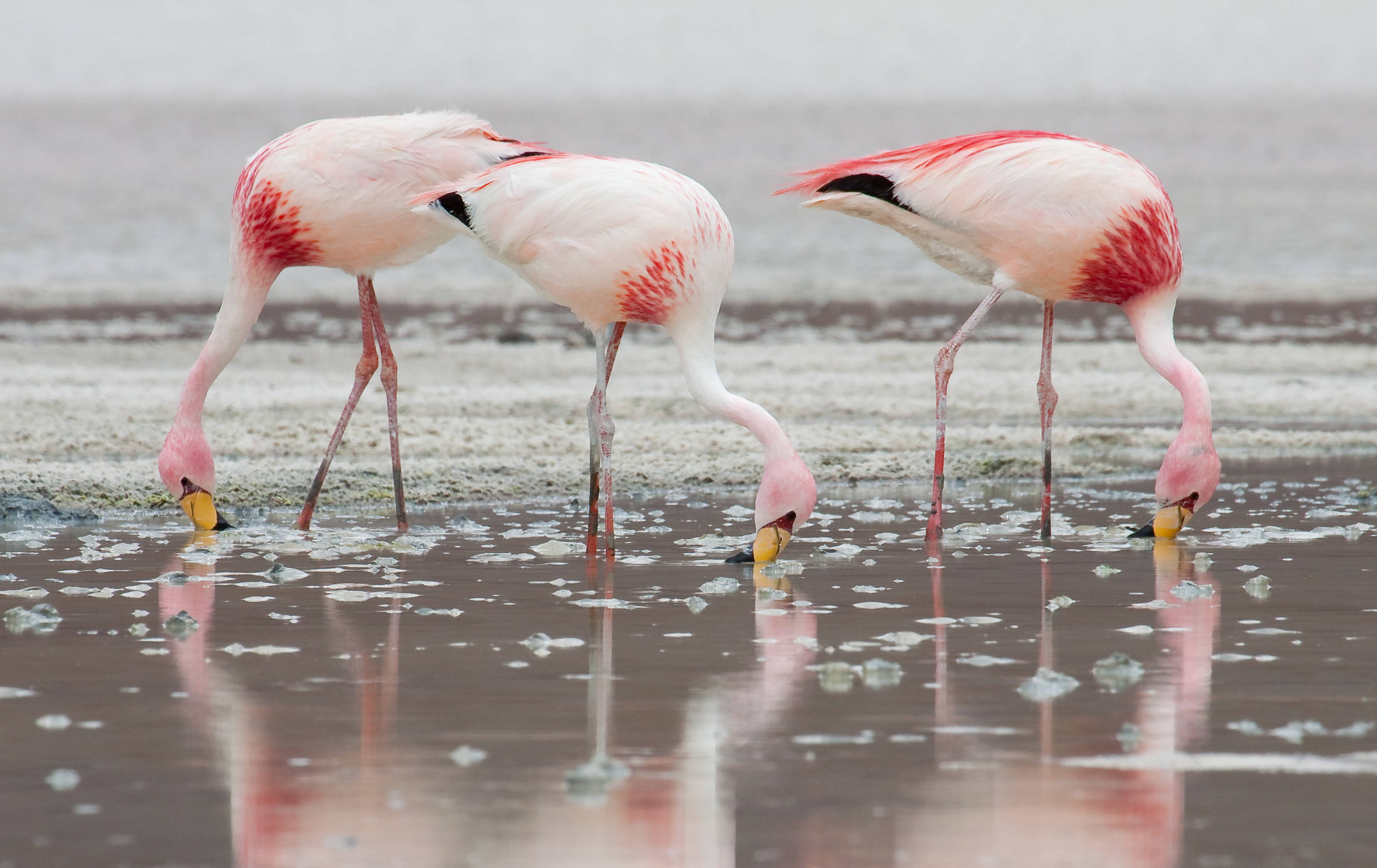
Flamants de James (Phoenicoparrus jamesi).

##### Reptiles
Parmi les ophidiens, on trouve la dangereuse yarará grande, le redoutable crotale cascabelle, le serpent corail de l'espèce Micrurus pyrrhocryptus, ou encore l'anaconda jaune (comestible grâce à sa chair délicate). Il y a également d'autres reptiles, comme le boa constrictor occidentalis, ou des lézards comme le tégu noir et blanc, des iguanes, des tortues terrestres et des geckos.

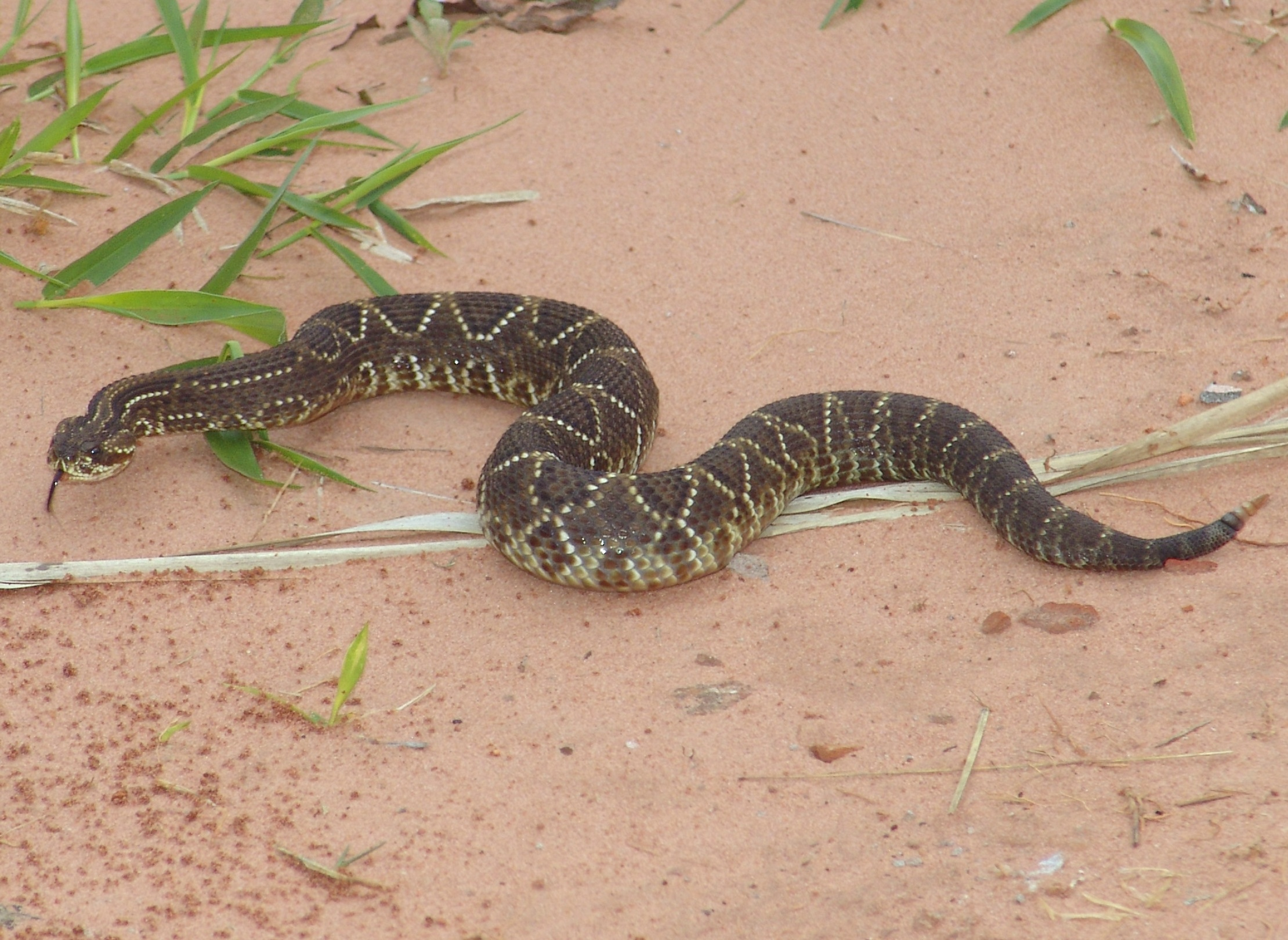
Le retoutable crotale cascabelle ou crotalus durissus terrificus
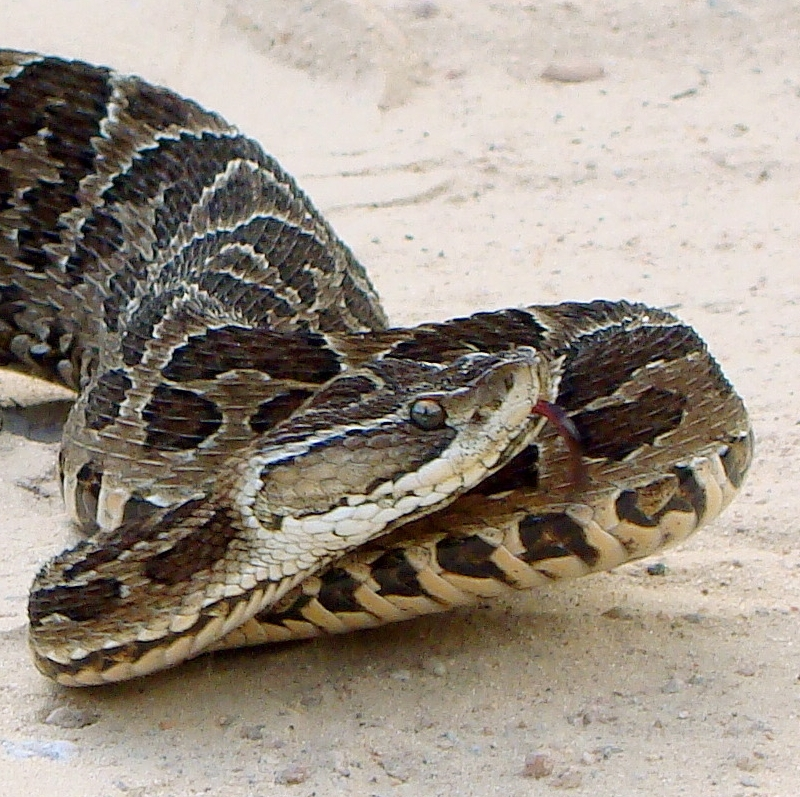
La yarará grande ou bothrops alternatus peut occasionner des envenimations graves. Il peut atteindre 170 cm de longueur.
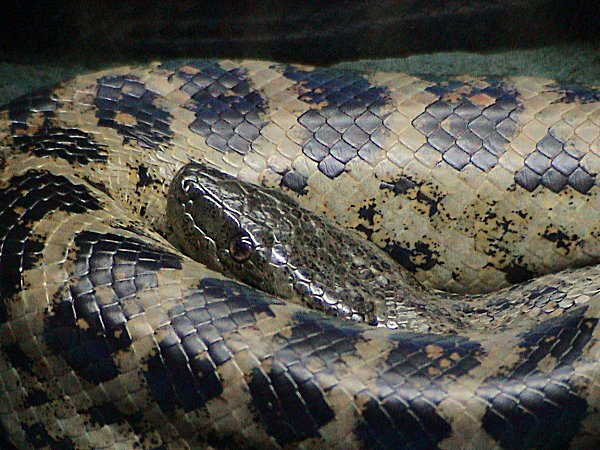
L'anaconda jaune ou eunectes notaeus vit dans les milieux amphibies

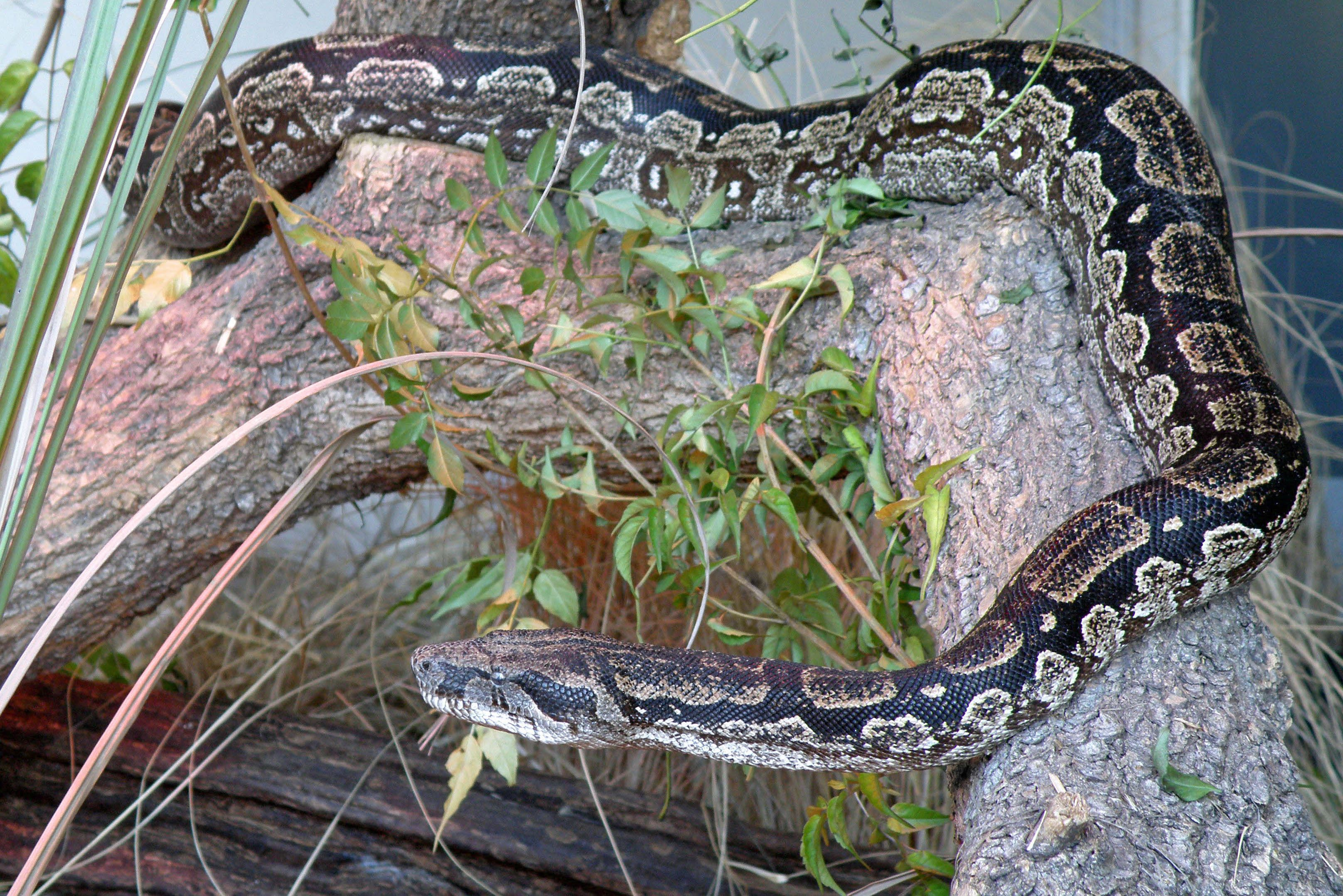
Boa constrictor occidentalis, spécifique de la zone. C'est la plus australe des sous-espèces de boa.
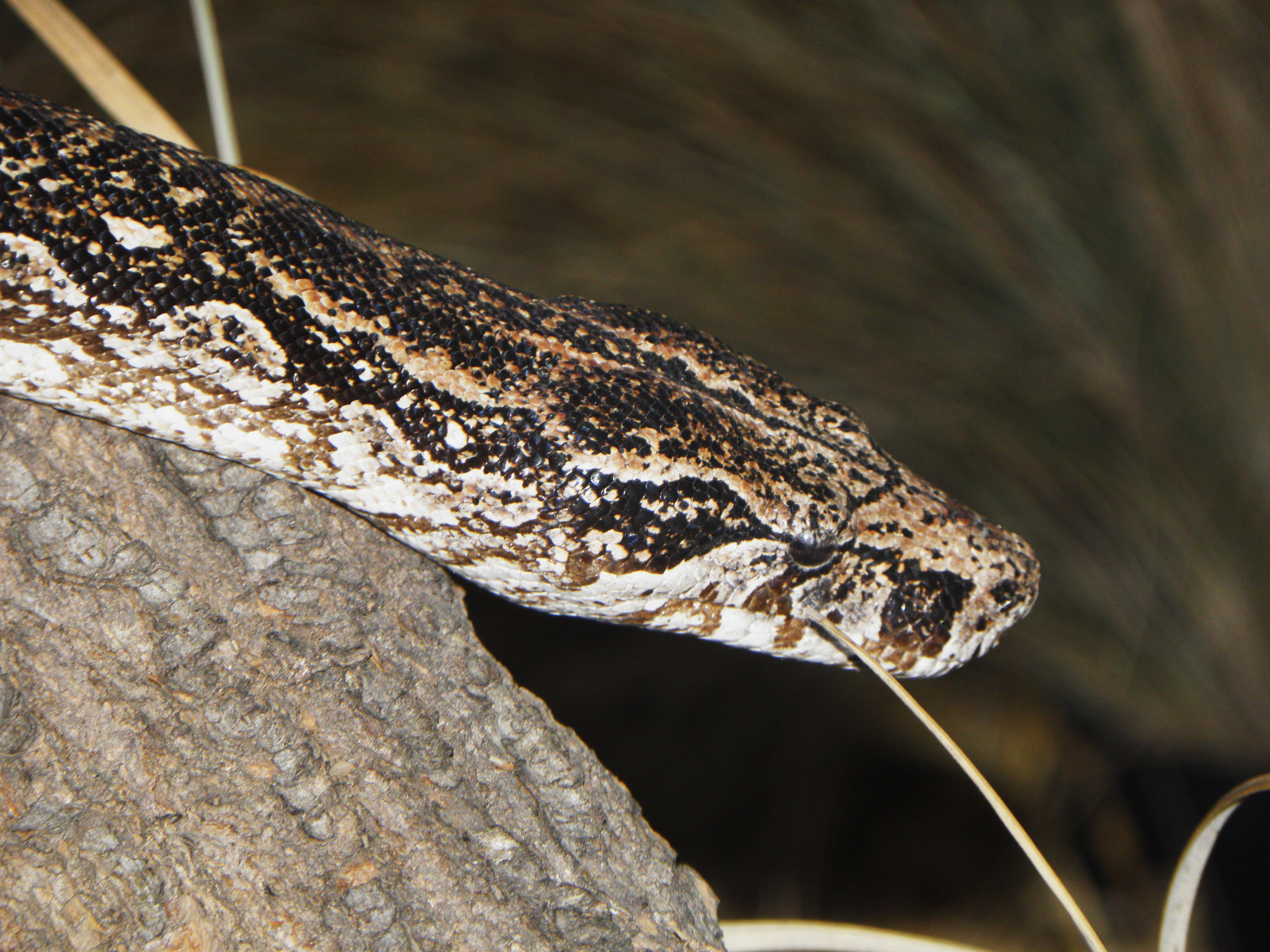
Boa constrictor occidentalis, détail de la tête.

### Déforestation
La région du Gran Chaco est soumise à la pression de l'élevage et subit une déforestation sans précédent : 8,7 millions d’hectares de forêts ont été détruits entre 2000 et 2019.
Au Paraguay, 2,5 millions d'hectares de forêts ont été détruits entre 2000 et 2010, dont 400 000 hectares chaque année entre 2009 et 2011. Cette déforestation à grande échelle est conduite généralement illégalement. L'attribution des terres donne lieu à une corruption généralisée des autorités locales[réf. souhaitée].
Comme le montre une étude de mars 2018, la culture du soja détruit de très importantes surfaces de savanes et de forêts sèches de Gran Chaco. Ce soja est consommé en majorité par le bétail des élevages européens. Ainsi la surconsommation de viande est coresponsable de la destruction environnementale en Amérique du sud.